# Cronologia della storia antica (1000 a.C. - 501 a.C.)

## Eventi importanti

### 1000 a.C. - 981 a.C.
- c. 1000 a.C.
  - Vicino Oriente: In Israele, conflitti fra Re Davide e i figli di Saul (Isboseth)

Schema cronologico generale del Vicino Oriente (cronologia intermedia)

- - Iran: Primo Regno dei Mannei in Iran nord-occidentale (popolo stanziale, che praticava l'irrigazione e l'allevamento di bestiame e di cavalli. I poteri del re erano limitati dall'aristocrazia, aveva come capitale la città fortificata di Izirtu (Zirta). Le origini etniche e linguistiche di questo popolo sono incerte: alcuni storici pensano che essi non fossero indoeuropei, altri vedono delle affinità con gli Sciti e gli Indoari)
  - Nubia: Si forma il Regno di Kush, indipendente dall'Egitto
  - Antica Grecia: Fine dell'Età oscura in Grecia e inizio dell'Alto arcaicismo. Inizio del periodo protogeometrico, affermazione delle Polis. Sviluppo dell'architettura templare. Progressiva affermazione di sistemi di governo in cui il potere regale è limitato dalla presenza di assemblee di aristocratici (il re, Basileus, è un primus inter pares). Migrazione ionica in Asia Minore.
  - Italia:
    - Età del ferro: Prime tracce della civiltà villanoviana in Emilia, Toscana, e parte di Lazio e Umbria occidentale; Cultura laziale nel Lazio centrale e Cultura di Terni in Umbria meridionale, Cultura Picena nelle Marche-Abruzzo, Cultura delle fosse a inumazione in Italia Meridionale, Cultura di Timmari in Lucania, Cultura degli Apuli e Dauni in Puglia.
    - Leggendaria fondazione di Troilia e della acropoli-fortezza di Obelanon, nei pressi di Ferrandina, nell'attuale Lucania, a opera di coloni troiani fuggiti dalla Guerra di Troia. Se fosse provato questo, si tratta del più antico insediamento urbano in Italia

  - Ucraina: Popoli indoeuropei (Tocari) si muovono verso Est (Kirghizistan), altri indoeuropei (Iranici) si dislocano dal Caucaso verso l'Ucraina (Sciti), e l'altopiano iranico (Medi e Persiani)
  - Asia Centrale: Insediamento di popolazioni Iraniche
  - Giappone: Occupazione progressiva da parte di popolazioni Tunguse (provenienti dalla Corea) e Protomalesi che soppiantano le preesistenti popolazioni indoeuropee Ainu
  - Messico: Periodo preclassico medio in Mesoamerica- Cultura olmeca (sviluppo di centri religiosi cerimoniali, organizzazione statuale teocratica, elementi di scrittura geroglifica, sviluppo di un calendario astronomico

Cronologia generale dell'America centrale

- c. 996 a.C. - Usermaatra-setepenamon (Amenophithis) 280º Faraone- 4º della XXI Dinastia -figlio di Akheperra-setepenamon, Come il padre ricoprì la carica di Primo profeta di Amon a Tanis. Potrebbe essere Usermaatra il sovrano egizio che aiutò il principe di Edom Haddad, quando questi venne scacciato dalla sua città, dandogli anche in sposa una sorella della regina. L'attività edilizia di questo sovrano è stata riscontrata a Giza ed a Menfi.Figli furono Aakheperra-setepenra e Netjerikheperra-setepenamon che gli succedettero sul trono.
- c. 995 a.C. - Zhōu zhāo wáng 4º Re della Dinastia Zhou occidentale in Cina (espanse i confini del regno verso sud, ma fu in realtà un sovrano inetto, interessato solo ad animali e piante rare).
- c. 994 a.C. - Tersippo 4º arconte vitalizio di Atene
- c. 990 a.C. - Unificazione di Israele sotto Re Davide
- c. 987 a.C.
  - Ninurta-Kudurri-Usur Ier 2º Re della VI Dinastia di Babilonia, vassalli di Assiria.
  - l'Agiade Dorisso e l'Euripontide Polidette re di Sparta
- c. 985 a.C.
  - In Palestina, i Filistei sconfitti da Davide si riducono nei centri di Gaza, Ascalona e Ashdod
  - Aakheperra-setepenra (Osorchor) 281º Faraone- 5º della XXI Dinastia -Aakheperra-setepenra, talvolta detto anche Osorkon il Vecchio, per distinguerlo da Osorkon I della XXII dinastia è uno dei sovrani meno conosciuti della XXI dinastia.Se è corretta la sua attribuzione alla XXI dinastia dovrebbe essere un figlio di Usermaatra-setepenamon
- c. 984 a.C.
  - Sirikti-Suqmuna 3º e ultimo Re della VI Dinastia di Babilonia, vassalli di Assiria
  - Mãr-Biti-Apla-Usur 1º Re della VII Dinastia di Babilonia, vassalli degli Aramei

### 980 a.C. - 971 a.C.
- c. 980 a.C.
  - In Palestina, Re Davide proclama Gerusalemme capitale del Regno e pone in essa l'Arca dell'alleanza, riconquistata dai Filistei.
- c. 979 a.C. - Netjerikheperra-setepenamon (Siamon) 282º Faraone- 6º della XXI Dinastia -Secondo alcuni autori potrebbe essere Netjerikheperra il sovrano egizio citato nel Vecchio Testamento per aver dato in sposa sua cognata a Salomone, re di Gerusalemme assegnandole in dote la città di Gezer appena conquistata. Che il riferimento a questo fatto sia corretto nei confronti di questo sovrano oppure no rimane comunque l'indicazione che l'Egitto, o almeno il Basso Egitto, mantenesse ancora interessi, e probabilmente relazioni commerciali, nell'area palestinese.
- c. 978 a.C. - Nabu-Mukin-Apli 2º Re della VII Dinastia di Babilonia, vassalli degli Aramei
- c. 977 a.C. - Zhōu Mù Wáng 5º Re della Dinastia Zhou occidentale in Cina (Fu il più Grande Re della dinastia Zhou. Regnò più di 60 anni, durante il suo regno la dinastia zhou raggiunse il suo apice, espanse i confini del regno verso est e verso ovest, e sconfisse numerose tribù barbare, come gli Jung originari dell'India. In questo periodo, gli Zhou si scontrarono con i Quanrong nel Nordovest e secondo le fonti si sarebbe spinto fino al bacino del Tarim. Introdusse un codice penale che prevedeva la possibilità di commutare le pene corporali in pene pecuniarie. Si tratta di un'epoca di espansione e colonizzazione in tutte le direzioni. Sognava l'immortalità e il paradiso eterno, e in questo è stato paragonato a un suo più famoso successore, considerato il primo vero grande Imperatore della Cina: Il Grande Divino Imperatore Qin Shihuangdi)
- c. 972 a.C. - Ashur-resh-ishi II 63º Re dell'Assiria (II Medio regno) -Figlio di Ashur-Rabi II.
- c. 971 a.C. - In Palestina, Re Davide conquista le terre degli Ammoniti e degli Aramei e allarga i confini del suo regno

### 970 a.C. - 951 a.C.
- c. 970 a.C. - Re Salomone 3º Re di Israele -Secondo le scritture, Salomone divenne re per designazione divina (1 Cr 22:9), e la congiura di Adonijah (Adonia), suo fratellastro, accelerò solo i tempi. Il primo atto del nuovo corso fu la messa a morte del fratello e di Joab, generale di Davide, per la congiura, e di Shimei per il tradimento verso il padre. Anni prima, mentre Davide era in fuga dal figlio Absalom, Shimei lo maledisse e lanciò dei sassi contro la sua corte. In seguito dimostrò la sua fedeltà, ed è per questo che Salomone lo costrinse a non allontanarsi da Gerusalemme, ma egli disubbidì tre anni dopo, e venne giustiziato. Il punto di snodo del regno di Salomone fu la richiesta a Dio di dargli la sapienza, necessaria secondo lui per governare un popolo. Leggendario a questo proposito è anche il famoso Giudizio di Salomone. Due prostitute gli vennero poste dinanzi. Costoro gli raccontarono che, avendo partorito l'una a pochi giorni dall'altra, dormivano nella stessa casa. Accadde che, una notte, uno dei due bimbi morì e, secondo l'accusa, una delle donne scambiò suo figlio morto con quello vivo dell'altra. Così, dopo aver sentito varie volte litigare le due, Salomone si fece portare una spada e si avvicinò al bambino, facendo credere che lo avrebbe tagliato a metà per darne una parte a ciascuna. In questo modo Salomone capì subito quale fosse la vera madre, non quella che approvava questo giudizio, ma quella che per amore del figlio implorò che fosse dato all'avversaria per non ucciderlo. In questo modo Salomone capì chi era la madre: quella disposta a rinunciare al figlio per farlo vivere. Dopo questo fatto la sua potenza e ricchezza divennero leggendarie. Come ogni altro re di quel periodo, prese a circondarsi di mogli, sia per motivi politici, dato che poteva così stringere alleanze con i popoli vicini, sia per dimostrare il proprio potere. Ma così attuò anche una decadenza spirituale all'interno di Israele, dato che ogni nuova moglie adorava dèi diversi, e anche Salomone prese ad adorarli. Il fatto portò alla decisione divina di dividere il regno in due parti, ma solo dopo la morte di Salomone, una a Roboamo, il discendente legittimo, che avrebbe dovuto regnare sulle tribù di Giuda e Beniamino, e una a Geroboamo, che regnò su tutte le altre, creando il regno di Israele.
- c. 969 a.C. - Regno indipendente fenicio a Tiro: sale al trono Hiram detto il Grande. Proprio sotto il suo regno 10 navi fenicie partendo dal Mar Rosso circumnavigarono l'Africa e dopo tre anni di viaggio all'approdo nel Mediterraneo i marinai raccontarono di aver navigato per lungo tempo con il sole a nord.
- c. 968 a.C.
  - Provvedimenti di Re Salomone per il miglioramento dei rapporti con i popoli confinanti
  - Il Faraone Siamon instaura una rete di alleanze fondate su parentele
- c. 967 a.C. - Tiglath-pileser II 64º Re dell'Assiria (II Medio regno) -Figlio di Ashur-resh-ishi II.
- c. 966 a.C. - Re Salomone iniziò la costruzione del Tempio (1 Re 6:1) che terminò nel 959 a.C. (1 Re 6:28), impiegando circa sette anni. Questo dato è importante per capire la grandezza di Salomone, poiché Erode impiegò quarantasei anni nell'ampliare il Secondo Tempio (Gv 2:19), non riuscendo, forse, a riportarlo allo stato originario.
- c. 960 a.C. - Fondato dagli Ebrei il porto di Ezion Geber, presso Aqaba, sul Mar rosso
- c. 959 a.C. - Titkheperura-setepenra (Psusennes II) 283º Faraone- 7º e ultimo sovrano della XXI Dinastia -È probabile che sia stato Titkheperura il sovrano interpellato dal principe libico Sheshonq, che in seguito salirà al trono come Hedjekheperra-setepenra, di Eracleopoli allo scopo di ottenere il permesso per instaurare un culto funebre, ad Abido in onore di suo padre Nemrod. Il sovrano, dopo aver consultato l'oracolo di Amon, presso il tempio di Karnak, diede il permesso confermando anche a Sheshonq l'ereditarietà dei titoli paterni. Quesua avvenimento conferma l'importanza ed il potere che detenevano i principi di origine libica.
- c. 958 a.C. - l'Agiade Agesilao I e l'Euripontide Eunomo re di Sparta
- c. 953 a.C. - Forbante 5º arconte vitalizio di Atene

### 950 a.C. - 941 a.C.
- c. 950 a.C. - Italia: Civiltà subenea (intermedia bronzo-ferro) di Cassibile e Pantalica in Sicilia
- c. 946 a.C.
  - Inizio della XXII Dinastia, detta anche Libica perché composta da sovrani di origine libica. Queste genti, entrate in Egitto come prigionieri di guerra ai tempi di Sethnakht e di Ramesse III, erano poi rimaste come mercenari nell'esercito (al tempo della XXI dinastia la maggior parte dell'esercito egizio era formato da mercenari). L'uso di concedere ai veterani appezzamenti di terra coltivabile aveva parzialmente egizianizzato le tribù libiche ma aveva contemporaneamente permesso a queste di costituire principati, dotati di sempre maggio autonomia, nella regione che andava da Bubasti, nel delta del Nilo, fino ad Eracleopoli, all'imbocco della regione del Fayyum.
  - Hedjkheperra-setepenra (Sheshonq I) 284º faraone- 1º della XXII Dinastia Libica-Hedjkheperra-setepenra (Sheshonq I) era figlio di un influente principe di origine libica, Nimlot, della tribù dei Mashuash, i cui capi si fregiavano del titolo di Grandi Capi di Ma.Sheshonq giunse al potere grazie all'appoggio del clero di Tanis, dell'esercito e dei principati libici senza però azioni di forza nei confronti dell'ultimo sovrano della XXI dinastia, Psusennes II di cui onorò poi la memoria.

### 940 a.C. - 901 a.C.
- c. 936 a.C. - Baalazar 2º re Fenicio di Tiro
- c. 935 a.C. - Ashur-Dan II 65º re dell'Assiria (II Medio regno), figlio di Tiglath-pileser II
- c. 931 a.C.
  - Dopo la morte di Re Salomone, il Regno di Israele viene diviso in 2 Regni: Regno di Israele propriamente detto (a nord), e Regno di Giuda governato dalla dinastia di Davide
  - Roboamo 1º re di Giuda -Quando il re Salomone muore Roboamo gli succede sul trono. Ma come tutti i re del tempo, egli doveva per poter regnare ottenere l'alleanza delle tribù d'Israele. Intraprese allora un viaggio a Sichem per incontrare i capitribù lì riuniti. Ma questi, sotto la guida di Geroboamo, ne approfittarono per presentargli le loro richieste: essi domandavano delle imposte meno pesanti e l'abolizione delle corvée che erano state istituite sotto il regno di Salomone per abbellire Gerusalemme. Al posto di seguire gli antichi consigli di suo padre, Roboamo preferisce seguire quelli dei propri consiglieri, ambiziosi e senza senso politico. Rifiuta dunque brutalmente di acconsentire alle richieste delle tribù. Geroboamo e le tribù del Nord non accordano la loro alleanza a Roboamo e si costituiscono in regno separato: il Regno di Israele. Ritornato a Gerusalemme, Roboamo si accorge che solamente due tribù gli restano fedeli: quella di Beniamino e quella di Giuda. Costituisce con queste il Regno di Giuda.
  - Geroboamo I 1º re di Israele
- c. 930 a.C.
  - Il Faraone Sheshonq I effettua una spedizione contro Roboamo Re di Giuda
- c. 925 a.C. - Shekemkheperra-setepenra (Osorkon I) 285º Faraone- 2º della XXII Dinastia Libica-figlio di Sheshonq I e di Keroma. Non che proseguì nella politica paterna nell'area palestinese. Durante il suo regno si diffuse, da Bubasti ove aveva il suo tempio principale, in tutto l'Egitto il culto della dea Bastet. Come il suo predecessore proseguì nella politica di controllo sul clero tebano designando alla carica di Primo sacerdote di Amon il figlio Sheshonq a cui concesse anche di poter inscrivere il proprio nome nei cartigli.
- c. 922 a.C.
  - Megacle 6º arconte vitalizio di Atene
  - Zhōu gōng wáng 6º re della Dinastia Zhou occidentale in Cina
- c. 917 a.C. - Abnastart 3º re fenicio di Tiro
- c. 914 a.C. - l'Agiade Archelao e l'Euripontide Carillo re di Sparta
- c. 913 a.C. - Abia 2º re di Giuda
- c. 911 a.C.
  - Adad-Nirari II 66º re dell'Assiria (I del periodo Neo-Assiro) -Figlio di Ashur-Dan II, È generalmente considerato il primo re degli Assiri, del periodo Neo-Assiro.Per continuare l'opera di difesa del padre Ashur-Dan II, Adad-Nirari II affrontò numerose volte i nemici del regno. Nel sud, combatté i Babilonesi, dove soggiogò le città aramee di Kadmuh e Nisibin. Assieme a un vasto tesoro, si assicurò la regione di Habur.Ad Adad-Nirari II succedette il figlio, Tukulti-Ninurta II, che continuò le campagne militari avviate dal padre.
  - Asa 3º re di Giuda
- c. 910 a.C. - Adad-Nirari II re dell'Assiria sconfigge il Re elamita di Babilonia Samas-Mudammiq
- c. 903 a.C. - Adad-Nirari II re dell'Assiria sconfigge i Temannai (popolazioni miste di Hurriti e Aramei)
- c. 901 a.C. - Nadab 2º re di Israele

### 900 a.C. - 891 a.C.
- c. 900 a.C.
  - Mesopotamia: Nabu-Suma-Ukin I 3º re della VIII Dinastia di Babilonia, di stirpe Elamita
  - Vicino Oriente
    - Bar hadad I, re Arameo di Damasco, invade il Regno di Israele.
    - Baasha 3º re di Israele (Casa di Baasha). Usurpa il trono di Nadab

  - Antica Grecia
    - Stanziamento definitivo dei Dori nel Peloponneso che popoleranno la città di Sparta
    - l'Agiade Echestrato e l'Euripontide Euriponte re di Sparta

  - Italia
    - Lazio, Toscana e Umbria (Etruria): Prime tracce della civiltà etrusca (Compaiono le prime città: nella zona meridionale, Cerveteri, Tarquinia (all'epoca chiamata Tarchna), Vulci, Tuscania, Veio, Volsini e Sovana; in quella centrale Chiusi, Cortona, Arezzo, Perugia, Roselle, Vetulonia, Populonia; in quella settentrionale Pisa, Fiesole, Volterra, governate prima da re, poi da oligarchie).
    - Sardegna: Bosa è fondata probabilmente da coloni Fenici

  - Europa occidentale (Gran Bretagna e Irlanda, Germania, Benelux, Francia, Penisola iberica, Italia settentrionale)
    - La Cultura dei campi di urne celtica si espande in tutta l'Europa

  - India: Periodo vedico III -Età del ferro II, Periodo Saṃhitā o Painted Grey Ware culture- (fino al 700 a.C.)
  - Cina: Zhōu yì wáng 7º re della Dinastia Zhou occidentale
  - Perù: Cultura Chavin (fino al 300 a.C.)
- c. 892 a.C. - Diogneto 7º arconte vitalizio di Atene
- c. 891 a.C.
  - Mesopotamia: Tukulti-Ninurta II 67º re dell'Assiria (2º del periodo Neo-Assiro)
  - Antica Grecia: Ad Atene è registrato per la prima volta il nome di un'Arconte vitalizio, Diognetes. Contemporaneamente, può ritenersi completato in Attica il processo di unificazione dei vari villaggi (Demi) in un unico organismo Statale
  - Cina: Zhōu xìao wáng 8º re della Dinastia Zhou occidentale

### 890 a.C. - 881 a.C.
- c. 890 a.C. - Usermaatra Takelot (Takelot I) 286º Faraone- 3º della XXII Dinastia Libica-Figlio di Osorkon I, Durante il suo regno il ruolo di Primo Profeta di Amon nel tempio di Karnak, incarico che di fatto deteneva anche il potere politico sull'Alto Egitto, fu retto dal fratello Iuwlot che sembra abbia tenuto in scarsa considerazione il rango di Takelot. Durante il regno di questo sovrano entrò in crisi il delicato equilibrio tra le varie componenti della società egizia creato dai primi due sovrani della XXII dinastia; il risultato fu un'accelerazione nel processo di disgregazione dello stato unitario verso una società feudale.
- c. 888 a.C. - Nabu-Apla-Iddina 4º re della VIII Dinastia di Babilonia, di stirpe Elamita
- c. 887 a.C. - Ittobaal 3º re fenicio di Tiro
- c. 886 a.C. - Tukulti-Ninurta II re di Assiria estende i suoi confini settentrionali fino al lago di Van (Armenia)
- c. 885 a.C.
  - Tukulti-Ninurta II Re di Assiria estende i suoi confini meridionali fino a Sippar (Mesopotamia)
  - Bar hadad I, re Arameo di Damasco invade la capitale di Israele
  - Zhōu yí wáng 9º re della Dinastia Zhou occidentale in Cina
- c. 884 a.C. - Assurnasirpal II 68º re dell'Assiria (3º del periodo neo-assiro) -Conquistò la Mesopotamia e arrivò fino al Libano, che incorporò nell'impero Assiro. Domò ribellioni nelle città di Suru e Bit-Halupe. Ricordato per la sua brutalità, usò gli schiavi catturati in guerra per edificare la nuova capitale assira a Kalhu (Nimrud) in Mesopotamia dove rifondò la città e la riempì di imponenti monumenti. Fu anche un cattivo amministratore in quanto sui suoi domini anziché nominare governatori assiri mise dei governatori locali. Fece pagare dei forti tributi ai babilonesi, aramei, fenici fino agli achei a Cipro. Gli succedette il figlio Salmanassar III-
- c. 882 a.C. - Assurnasirpal II re di Assiria estende i suoi confini a nord fino al Caucaso

### 880 a.C. - 871 a.C.
- c. 879 a.C. - Assurnasirpal II re di Assiria doma una ribellione sui monti Kashari
- c. 878 a.C. - Assurnasirpal II re di Assiria sconfigge e stermina i Babilonesi e i loro alleati
- c. 877 a.C. - Ela 4º re di Israele (Casa di Baasha)
- c. 876 a.C.
  - Zimri 5º re di Israele, usurpatore (Casa di Zimri)
  - Omri 6º re di Israele, (Casa di Omri)
- c. 875 a.C.
  - Baalazar II 4º re fenicio di Tiro
  - Usermaatra-setepenamon (II) (Osorkon II) 287º Faraone- 4º della XXII Dinastia Libica-Malgrado la sempre più instabile situazione interna e la progressiva perdita di potere da parte del sovrano per l'Egitto si trattò di un periodo di relativa pace.
- c. 873 a.C. - Giosafat 4º re di Giuda
- c. 871 a.C. - Il Faraone Usermaatra-setepenamon (II) (Osorkon II) permise che alla carica di Primo Profeta di Amon, a Tebe salisse Horsaset (Harsiesis), figlio di Sheshonq II che aveva ricoperto l'incarico in precedenza. Si trattava in pratica di un ritorno alla trasmissione ereditaria della carica instaurata da Herihor all'inizio della XXI dinastia ed interrotta da, Sheshonq I, fondatore della XXII dinastia. Il nuovo Primo Profeta, forte del riconoscimento del sovrano legittimo, rivendicò la piena sovranità sulla regione tebana attribuendosi l'intera titolatura reale ed assumendo come nome Horo: Toro possente, incoronato in Tebe in contrapposizione con Osorkon II che aveva assunto come nome Horo: Toro possente, incoronato da Ra.

### 870 a.C. - 861 a.C.
- c. 870 a.C.
  - Acab 7º re di Israele, (Casa di Omri) -Secondo la narrazione biblica, su pressione di sua moglie Gezabele procede a un'eliminazione progressiva del culto locale a favore del dio Baal, già adorato nella terra di provenienza della regina, la Fenicia. Allo stesso tempo fa perseguitare crudelmente i profeti, in particolare Elia. Fa perire Nabot per impadronirsi della sua vigna (cfr 1 Re 21,1-16[2]). Ricorre al dio ebraico Yahweh solamente quando si trova assediato nella città di Samaria da parte di Ben-adad II, re di Siria. Muore in combattimento, colpito da una freccia, e i cani leccano il sangue delle sue ferite (cfr. 1 Re 22,34-38[3]).
  - Prima fase dell'espansione di Sparta in Laconia sotto la guida dei re Archelao e Carillo annettendo il territorio lungo il corso settentrionale dell'Eurota in dieci anni.
- c. 869 a.C. - Mattenbaal 5º re Fenicio di Tiro
- c. 864 a.C. - Pherecles 8º arconte vitalizio di Atene
- c. 861 a.C. - Baalazar III 6º e ultimo re Fenicio di Tiro

### 860 a.C. - 851 a.C.
- c. 860 a.C. - Popoli forse di stirpe armena si installano nei pressi del Monte Ararat e costituiscono il primo nucleo che poi darà origine al Regno di Urartu (835 a.C.)
- c. 859 a.C. - Salmanassar III 69º re dell'Assiria (4º del periodo neo-assiro) -Babilonia fu occupata e ridotta a stato vassallo. Salmanassar intraprese trentadue campagne, la maggior parte delle quali gli permise di incassare tributi senza colpo ferire. Durante gli ultimi anni di regno scoppiò una rivolta di corte, dovuta a problemi dinastici, sfociata in guerra civile, che fece precipitare l'Assiria in un nuovo periodo di declino.-
- c. 855 a.C.
  - Marduk-Zakir-Sumi I 5º re della VIII Dinastia di Babilonia, di stirpe Elamita, vassallo dell'Assiria
  - Il Faraone Usermaatra-setepenamon (II) (Osorkon II) Alla morte di Horsaset, forse dopo il regno di un figlio di questi (..dju..) durato circa cinque anni) il sovrano cercò di rimediare alla situazione creatasi nominando Primo Profeta di Amon il figlio Nimlot e mettendo altri figli a capo di altri collegi sacerdotali.
- c. 854 a.C.
  - Battaglia di Qarqar fra Salmanassar III re dell'Assiria e la coalizione di Adadidri (Adadezer) di Damasco e di Acab d'Israele, accorsi in aiuto delle città della Siria, della Cilicia e della Fenicia, che rifiutavano di pagare i tributi (questa è una rara occasione della storia che vede un'alleanza tra lo stato di Israele e il regno aramaico). I due eserciti si scontrarono a Qarqar nell'854 a.C. e, a dispetto della descrizione fornita da Salmanassar, secondo la quale il suo esercito avrebbe "vinto l'opposizione", sembra che la battaglia sia terminata in un sostanziale pareggio, in quanto le forze assire furono ritirate poco tempo dopo.
    - l'Agiade Teleclo e l'Euripontide Nicandro re di Sparta
- c. 853 a.C. - Il faraone Usermaatra-setepenamon (II) (Osorkon II) inviò un contingente, di circa mille uomini, in supporto al Regno d'Israele nel tentativo di frenare l'espansionismo assiro di Salmanassar III (battaglia di Qarqar). Ad occidente il sovrano dovette anche intervenire per tenere a bada le tribù libiche che avevano preso il posto dei Libu e dei Mashuash, ormai egizianizzati.
- c. 851 a.C. - Salmanassar III Re dell'Assiria si inserisce nella lotta di successione del trono di Babilonia assicurando la vittoria a Marduk-Zakir-Sumi I contro le pretese del fratello minore

### 850 a.C. - 841 a.C.
- c. 850 a.C.
  - Vicino Oriente: Acazia 8º re di Israele, (Casa di Omri)
  - Antica Grecia: Licurgo, mitico legislatore di Sparta, elabora la sua rigida costituzione, basata sulla divisione della popolazione in 3 classi: Spartiati (Membri di tre famiglie dominanti, classe dirigente) Perieci (cittadini liberi, ma privi di diritti politici) e Iloti (schiavi e servi). A capo dello Stato vi è una Diarchia, formata dalle potenti famiglie degli Europontidi e Agiadi che si ritenevano discendenti da Eracle. Tale sistema costituzionale rimarrà vigente, con poche modifiche, fino al III secolo a.C.
  - Sardegna: fine della Civiltà nuragica 849 a.C. iniziata verso il 1800 a.C.
  - Mesopotamia: Salmanassar III re dell'Assiria riprese sotto il suo controllo Karkemish
  - Vicino Oriente
    - Joram 9º re di Israele, (Casa di Omri)
    - Ioram 5º re di Giuda

  - Antico Egitto: Il Faraone Usermaatra-setepenamon (II) (Osorkon II) celebrò una festa Sed, a Bubasti nel 22º anno di regno.
- c. 846 a.C. - Arifrone 9º arconte vitalizio di Atene
- c. 844 a.C. - In alcune iscrizioni assire sono citati contatti con Medi e Persiani
- c. 842 a.C.
  - Vicino Oriente:
    - Jehu 10º re di Israele, (Casa di Jehu)
    - Acazia 6º re di Giuda
    - Atalia 7º regina di Giuda
- c. 841 a.C.
  - Mesopotamia: Salmanassar III re dell'Assiria si mise a capo di un nuovo esercito che marciò contro Damasco, prima assediandola e poi invadendola, prendendone il controllo. Sottomise anche Jehu di Israele, Tiro e Sidone. In un'altra campagna sottomise l'importante regno aramaico di Bit-Jakin, presso il Golfo Persico. Su un obelisco nero, scoperto a Kalhu, sono incise queste, e altre imprese militari, avvenute sotto il suo regno.
  - Cina: Zhōu Lìwáng 10º Re della Dinastia Zhou occidentale in Cina - viene esautorato da un colpo di stato e sostituito da una diarchia di Duchi (di Zhou e di Zhao) che ressero il potere fino al 828 a.C., durante quello che divenne noto come l'interregno Gonghe (forma di reggenza repubblicana). Si rafforza l'influenza dei poteri feudali e dei nobili vassalli nei confronti del potere reale. Segno tangibile della decadenza della Dinastia Zhou occidentale

### 840 a.C. - 831 a.C.
- c. 840 a.C. - Azaele, re di Damasco, attacca Israele
- c. 837 a.C.
  - Salmanassar III re dell'Assiria completa la conquista della Siria
  - Ioas 8º re di Giuda
- c. 836 a.C.
  - Salmanassar III re dell'Assiria compie una campagna contro i Medi nell'Hamadan
  - Hedjkheperra-setepenra (II) (Sheshonq III) 288º Faraone- 5º della XXII Dinastia Libica-Quando Shoshenq III salì al trono la situazione politica poteva essere riassunta nel seguente modo: la regione del delta del Nilo, Basso Egitto, si trovava sotto l'effettivo controllo del sovrano di Tanis; le grandi città del Medio Egitto erano, di fatto, dei principati autonomi sotto il governo di capi militari o di collegi sacerdotali; la regione di Egitto, Alto Egitto, era travagliata dalla guerra più che decennale che contrapponeva, con alterne fortune, due pretendenti al seggio di Primo Profeta di Amon, titolo che di fatto dava il governo sulla regione.
- c. 835 a.C.
  - Il re dei Moabiti Mesha vince delle battaglie contro Israele
  - Nasce il Regno di Urartu, per opera di Sarduri I. Il regno di Urartu (Biainili in urarteo) era un antico regno dell'Armenia situato tra l'Asia Minore, la Mesopotamia e il Caucaso, area poi conosciuta come Armenia, e incentrato attorno al lago di Van (oggi nella Turchia orientale). Il regno visse dall'835 al 585 a.C. Il nome corrisponde al biblico Ararat.

### 830 a.C. - 821 a.C.
- c. 830 a.C. - Insediamenti Etruschi di Tarquinia e Veio, Osci a Capua, Lucani a Pontecagnano e Sala Consilina.
- c. 829 a.C.
  - Petubastis I, forse discendente dalla famiglia reale, si proclamò, a Leontopolis, sovrano di tutto l'Egitto assumendo la titolatura completa e dando vita a quella che sarà conosciuta come XXIII dinastia.
  - XXIII dinastia (fino al 715 a.C.) (11 Sovrani, 294º-304º Faraone, Petubastis I, Iuput I, Sheshonq VI, Osorkon III, Takelot III, Rudamon II, Iuput II, Sheshonq VII, Neferkara (II), Nimlot (III), Neferkheperra-haihau) Contemporanea all'ultima fase della XXII dinastia egizia comprende un certo numero di sovrani che governarono da Leontopolis sulla parte occidentale del delta del Nilo e su parte del Medio Egitto. Fondatore della dinastia fu Petubastis I, un principe libico probabilmente imparentato con la famiglia reale. La nuova dinastia, la cui creazione fu, probabilmente, appoggiata dal potente clero tebano, mantenne comunque buoni rapporti con i sovrani di Bubasti.Malgrado l'estrema confusione politica del momento durante la XXIII dinastia si cominciarono a delineare quelle caratteristiche che diverranno poi tipiche con l'avvento della XXVI dinastia: il ritorno a forme artistiche tradizionali, il recupero e lo studio dei testi letterari antichi, lo sviluppo di nuove sistemazioni teologiche e la diffusione di culti locali legati a divinità associate a forme animali. La XXIII dinastia finì, insieme alla XXII ed alla XXIV dinastia quando Piankhi, primo sovrano della XXV dinastia, si mosse dalla Nubia con l'obiettivo di riunificare l'Egitto.
- c. 827 a.C. - Zhou Xuanwang 11º re della Dinastia Zhou occidentale in Cina -Venne incoronato in esilio. Riuscirà a frenare le invasioni di barbari dal nord, ma non impedirà l'aggravarsi della crisi interna.
- c. 826 a.C. - Tespeo 10º arconte vitalizio di Atene
- c. 825 a.C. - Horsaset (II), che nel frattempo era riuscito ad occupare Tebe, ed il seggio di Primo Profeta, riconobbe ufficialmente il nuovo sovrano, Petubastis, datando i suoi documenti con gli anni di regno di quest'ultimo.
- c. 824 a.C. - Shamshi-Adad V 70º re dell'Assiria (5º del periodo Neo-Assiro) -figlio di Salmanassar III, riuscì a respingere le pretese al trono del fratello minore diventando re. Shamshi-Adad si trovò a governare su un'Assiria fortemente indebolita; cercò comunque di frenare le invasioni di Urartu, ma, impegnandosi su questo fronte, perdette i vantaggi acquistati sull'Eufrate e in Siria.

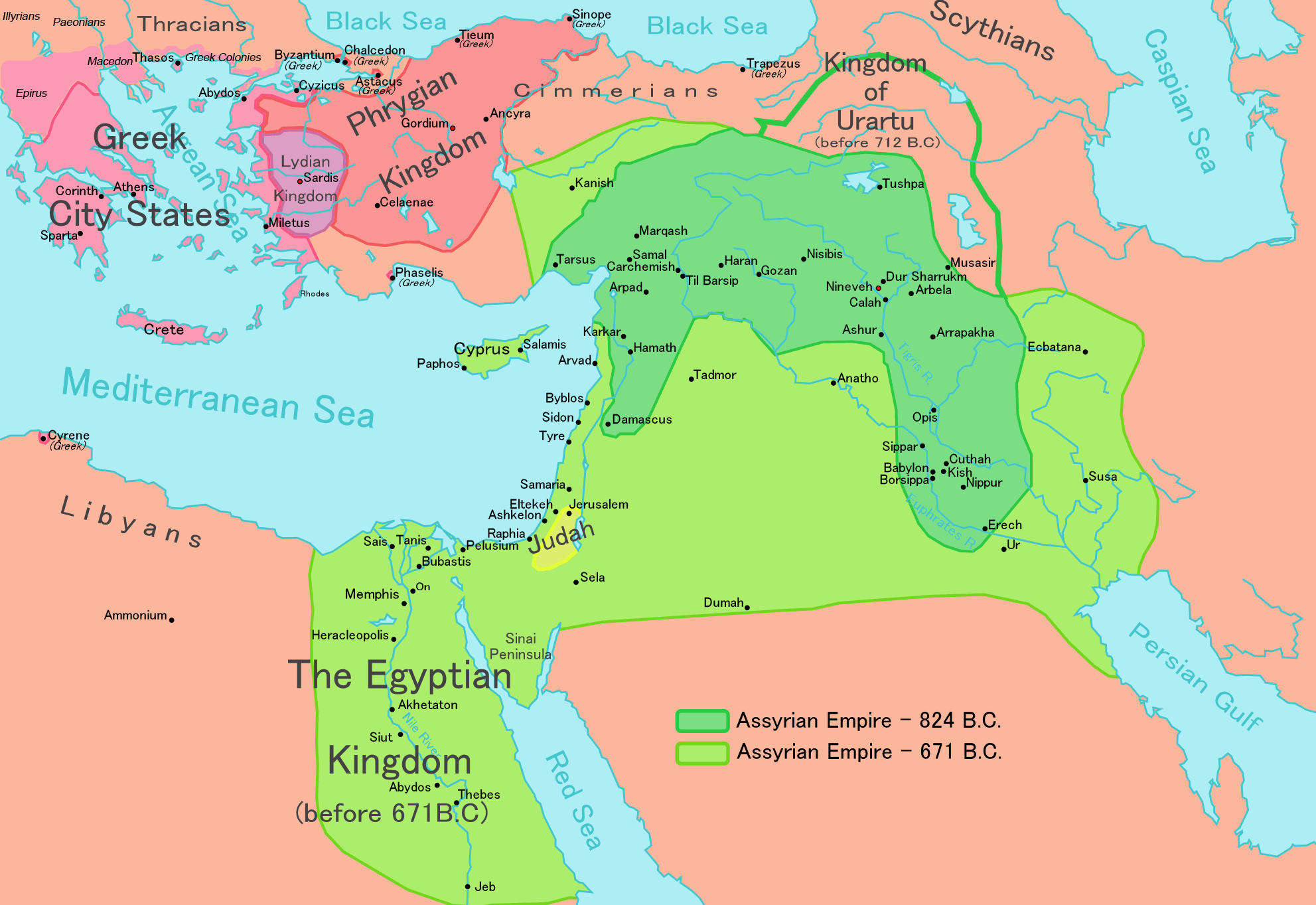
Mappa dell'impero assiro

### 820 a.C. - 811 a.C.
- c. 820 a.C. - Il faraone Takelot II probabilmente alleatosi con il fondatore della XXIII dinastia Petubastis I, fomentò una nuova rivolta che dette luogo a una guerra civile durata una decina di anni solo al termine dei quali Osorkon riuscì a rientrare a Tebe. La pace che ne seguì fu di breve durata e lo scontro per il controllo della capitale dell'Alto Egitto si protrasse con alterne vicende che videro persino un periodo di coreggenza tra i due contendenti.
- c. 819 a.C. - Marduk-Balatsu-I 6º re della VIII Dinastia di Babilonia, di stirpe Elamita, vassallo dell'Assiria
- c. 815 a.C. - Joacaz 11º re di Israele, (Casa di Jehu)
- c. 814 a.C.
  - Bar-adad, re di Damasco, attacca Israele
  - Fondazione di Cartagine, nell'attuale Tunisia, per opera di profughi fenici di Tiro. Destinata a diventare un grande Impero, inizialmente è retta da un'oligarchia repubblicana di mercanti e latifondisti.
  - l'Agiade Alcamene re di Sparta
- c. 813 a.C. - Bab-Aha-Iddina 7º re della VIII Dinastia di Babilonia, di stirpe Elamita, vassallo dell'Assiria
- c. 812 a.C. - Shamshi-Adad V 70º re dell'Assiria, 8º Re della VIII Dinastia di Babilonia
- c. 811 a.C.
  - Sammu-ramat (Semiramide) moglie del re assiro Shamshiadad V e reggente per il figlio Adadnirari III.
  - Marduk-Sadin-Sumi 9º re della VIII Dinastia di Babilonia, di stirpe Elamita, vassallo dell'Assiria

### 810 a.C. - 801 a.C.
- c. 806 a.C.
  - Adad-nirari III 71º re dell'Assiria (7º del periodo Neo-Assiro) -figlio di Shamshi-Adad V, Quando egli morì (811 a.C.), Adad-nirari III era troppo piccolo per governare, e il regno fu quindi retto per cinque anni dalla madre, Sammu-ramat (identificata come la Semiramide dei Greci) coadiuvata dal turtanu (una sorta di generale supremo dell'esercito). Grazie anche a questo energico funzionario, sotto il regno di Adad-nirari, furono risollevate le sorti del regno, che sottomise tutta la Siria fino ad Adom. Il re combatté anche contro i Medi, riuscendo forse a giungere addirittura fino al Mar Caspio.-
  - Adad-nirari III 71º re dell'Assiria, 8º re della VIII Dinastia di Babilonia
- c. 804 a.C. - Menua 3º re di Urartu (succede a Ishpuini)
- c. 801 a.C. - Johas 12º re di Israele, (Casa di Jehu)

### 800 a.C. - 791 a.C.
- c. 800 a.C.
  - Vicino Oriente: Amazia 9º regina di Giuda
  - Asia Minore: Unificazione del Regno di Frigia con capitale Gordium
  - Grecia: periodo arcaico.
    - Completamento degli insediamenti di Ioni (Grecia orientale: Attica, Eubea, Egeo), Eoli (Grecia settentrionale:Tessaglia, Beozia) e Dori (Grecia meridionale: Peloponneso).
    - Completamento del processo di nascita delle città stato, già iniziato ad Atene e Sparta: nella maggior parte della Grecia le comunità agricole organizzate in ghene, fratrie, tribù si trasformano nella Polis, organismo più ampio che ingloba in sé poteri statali, e i preesistenti ordinamenti monarchici si trasformano gradualmente in oligarchie rette da poche famiglie aristocratiche.
    - Evolveranno in stati federali la Macedonia, la Tessaglia, l'Epiro, l'Acarnania, l'Etolia, la Focide. In Beozia la formazione dello stato federale viene contrastata dalla volontà secessionista di alcune poleis: Platea e Tespie appoggiate da Atene.
    - la frammentazione politica greca legata alla nascita delle polis è in parte contrastata dal rafforzarsi delle leghe sacre o Anfizionie: L'anfizionia ionica di Delo (tempio di Apollo), l'anfizionia di Calauria (tempio di Posidone), l'afizionia Delfico Pilaica che riuniva 12 popoli ed aveva un carattere quasi panellenico e si collegava al culto di Apollo delfico e Demetra di Antela (Phylia da cui pilaica). Dalle leghe sacre potevano essere dichiarate le guerre sacre.
    - altro organismo di collegamento fra le poleis erano le symmachiai o leghe militari che sorgeranno nel secolo successivo.
    - movimento coloniale: nell'ottavo e settimo secolo vengono fondate centinaia di colonie greche in tutta l'area mediterranea.
    - Compaiono le prime iscrizioni in scrittura alfabetica, su vasi ed oggetti di terracotta (la scrittura in uso nel periodo miceneo, la lineare B, era sillabica). Probabilmente si tratta di un adattamento al greco dell'alfabeto fenicio.

  - Italia
    - Fase II dell'Età del Ferro
    - Cagliari, Nora e Bithia (Sardegna) vengono fondate da coloni Fenici

  - Spagna: Cadice è fondata da coloni Fenici
  - Europa Centrale: Cultura di Hallstatt
  - Ucraina: Primi insediamenti di Cimmeri (indo-iranici) a nord-est del Mar Nero
  - Groenlandia: Cultura mesolitica Indipendenza II in Groenlandia meridionale (fino a 100 a.C.) - Fine della Cultura Saqqaq
- 798 a.C.
  - Iuput I 295º Faraone- 2º della XXIII Dinastia Libica-Bubastica.
  - Agamestore 11º arconte vitalizio di Atene
- 795 a.C. - Ardis I primo Re di Lidia di conoscenza accertata (dinastia eraclide) Usermaatra-meriamon (Sheshonq VI [1])
- 794 a.C. - Usermaatra-meriamon Sheshonq VI 296º Faraone- 3º della XXIII DinastiaLibica-Bubastica.

### 780 a.C. - 772 a.C.
- 789 a.C. - Argishti I 3º re di Urartu (succede a Ishpuini)
- 787 a.C.
  - Usermaatra-setepenamon Userken Sasaset meriamon Osorkon III 297º Faraone- 4º della XXIII Dinastia Libica-Bubastica.
  - Hedjkheperra setepenra (III) (Shoshenq IV) 289º Faraone- 6º della XXII Dinastia libica-Come già avvenne per il suo predecessore, Sheshonq III, anche Sheshonq IV non salì al trono per diritto ereditario e non sappiamo esattamente a quale titolo ciò avvenne. Degli eventi del suo regno sappiamo praticamente poco o nulla.
- 786 a.C. - Geroboamo II 13º re di Israele, (Casa di Jehu)
- 785 a.C. - Usermaatra-setepenamon (IV) (Pimay) 290º Faraone- 7º della XXII Dinastia Libica-Figlio di Sheshonq III, governò solamente su una parte del Basso Egitto. Un'iscrizione proveniente da un gruppo statuario rinvenuto a Sais, risalente a prima della sua ascesa al trono, lo identifica come governatore dei Libi Meshwesh. Il fratello di Pimay, il principe Bakennefi, fu governatore di Atribi e di Eliopoli.
- 783 a.C. - Ozia 10º re di Giuda
- 782 a.C.
  - Salmanassar IV 72º re dell'Assiria (8º del periodo neo-assiro) -Decadenza del Regno, e predominanza di poteri locali. Indipendenza di Babilonia-
  - Marduk-Bal-Zari 9º re della VIII Dinastia di Babilonia
- 781 a.C. - Zhou Youwang 13º e ultimo re della Dinastia Zhou occidentale in Cina -Non seppe fermare l'avanzata degli invasori barbari. La capitale Hao fu conquistata e saccheggiata.
- 780 a.C. - Alara sovrano di Kush padre del fondatore della XXV Dinastia egizia.
- 779 a.C. - Marduk-Apla-Usur 10º re della VIII Dinastia di Babilonia
- 778 a.C. - Eschilo 12º arconte vitalizio di Atene
- 776 a.C. - Data tradizionale della I Olimpiade. Questa manifestazione che si svolgeva ogni quattro anni ad Olimpia divenne tanto famosa che questa data servì da punto di partenza della datazione greca. Qualcuno fa partire da questa data il Periodo Antico della Grecia.
- 773 a.C. - Aakheperra (Sheshonq V) 291º Faraone- 8º della XXII Dinastia libica-Figlio di Pimay, governò, per almeno trentasette anni. Durante il suo regno un principe Osorkon di Sais rese praticamente indipendente una vasta parte della regione occidentale del delta mettendo le premesse per la costituzione della XXIV dinastia.
- 772 a.C.
  - Assur-dan III 73º re dell'Assiria (9º del periodo neo-assiro) -Si accentua ancor di più la decadenza del Regno, e la debolezza del potere regale, soggetto a congiure e intrighi.
  - Data della II Olimpiade.

### 771 a.C. - 761 a.C.
- 771 a.C.
  - Inizio della Dinastia Zhou orientale in Cina (dal 771 a.C. al 256 a.C.)-Il periodo della dinastia Zhou orientale è conosciuto anche come Periodo delle Cento Scuole, con riferimento alla fioritura delle scuole di pensiero avvenuto in questo periodo, che contribuì al cambiamento sociale e politico responsabile in gran parte del declino della dinastia Zhou. La politica feudale della prima fase della dinastia Zhou aveva portato ad un indebolimento politico e militare del re, che aveva bisogno del sostegno finanziario dei principi e dei feudatari. La frammentazione del regno si accelerò, dal re Ping in poi. Il re diventò sempre più un'autorità soltanto di facciata, mentre il vero potere politico e militare era nelle mani dei cinque principi dei territori più importanti. Verso la fine della dinastia, nel Periodo dei regni combattenti, i principi cessarono di riconoscere anche solo nominalmente l'autorità della dinastia Zhou e cominciarono ad attribuirsi il titolo di re.
  - Inizio del Periodo delle primavere e degli autunni (dal 771 a.C. al 454 a.C.)-Prende il nome dalle cronache di quel tempo, gli Annali delle primavere e degli autunni, tradizionalmente attribuiti a Confucio, che narrano gli avvenimenti dello stato di Lu dal 770 a.C. al 481 a.C.
  - Ping di Zhou 1º Re della Dinastia Zhou orientale in Cina -Dopo il saccheggio della capitale degli Zhou da parte di tribù barbariche occidentali, il re Ping (姬宜臼) fuggì ad oriente. Nei suoi spostamenti verso est, il re fu costretto ad appoggiarsi ai feudatari degli stati di Qi (齐), di Zheng (郑), e di Jin (晋) per assicurarsi protezione dai barbari e dai ribelli. La capitale degli Zhou fu trasferita da Zongzhou (l'attuale Hao) a Chengzhou (l'attuale Luoyang), situata nella valle del Fiume Giallo. L'élite Zhou che si era data alla fuga non aveva grande potere nei territori orientali: persino l'incoronazione del principe ereditario doveva essere sostenuta dai feudatari di quegli stati; inoltre con la forte riduzione dei territori sotto il dominio diretto degli Zhou - che si limitavano ormai a Luoyang e ai territori limitrofi - la corte non era più in grado di mantenere sei distaccamenti militari permanenti (六軍, liù jūn). La corte Zhou non riacquistò più la sua originale autorità e la sua sovranità rimase fortemente condizionata dal potere dei nascenti stati feudali. Nonostante il re continuasse nominalmente ad esercitare il cosiddetto Mandato del cielo, tale mandato era ormai privo di un reale potere. Il primo feudatario giunto in aiuto del re Zhou, il duca Zhuang di Zheng (郑庄公) (743 a.C.-701 a.C.), fu anche il primo ad instaurare un regime egemone (bà 霸), che pretendeva di mantenere l'antico sistema proto-feudale, proteggendo allo stesso tempo gli stati più deboli e la sovranità del re Zhou dalle invasioni delle tribù "barbariche".
- 770 a.C.
  - Eriba-Marduk 11º re della VIII Dinastia di Babilonia
  - Si va delineando l'assetto etnico della penisola italiana. A nord e ovest del Tevere vi è l'area etrusca e quella di derivazione villanoviana probabilmente non indoeuropea (oggi li si tende a raggruppare nell'area arcaica detta Civiltà mediterranea), a sud e ad est la variegata area italica, di stirpe indoeuropea: Umbri, Sabelli, Osci, Sanniti, Apuli e Lucani da nord a sud. Sulle coste del Sud Italia si andranno ad aggiungere i coloni provenienti dalla Grecia, che daranno origine alla Magna Grecia (col primo insediamento di Metaponto), i quali spesso, per distinguerli dalle vicine popolazioni italiche, vengono dette Italioti
  - L'espansione di Sparta in Laconia sarebbe iniziata nell'VIII secolo, sotto la guida dei re Archelao e Carillo (ca 770-760) annettendo il territorio lungo il corso settentrionale dell'Eurota
  - Coloni greci fondano Metaponto e Caldosia sulla costa ionica della Lucania
- 769 a.C. - Coloni greci dell'Eubea (Eritriesi e Calcidesi) fondano Pitecusa sull'isola di Ischia in Campania
- 765 a.C. - Sarduri III 4º re di Urartu accertato: con lui, il Regno raggiunge il suo massimo apice, estendendosi da Mar nero al mediterraneo, e dal Caucaso ai confini dell'Impero assiro.Usermaatra-setepenamon (VII)
- 764 a.C. - Usermaatra-setepenamon (VII) Takelot III 298º Faraone- 5º della XXIII Dinastia Libica-Bubastica.
- 763 a.C. - nel decimo anno del regno del re assiro Assur-dan III si verificò e venne registrata nei testi un'eclissi di sole. Tale eclissi si verificò il 15 giugno di quest'anno, questo è uno dei dati assoluti su cui si basa la cronologia della storia antica del medio oriente.
- 761 a.C. - Nabu-Suma-Iskum 12º e ultimo re della VIII Dinastia di Babilonia

### 760 a.C. - 751 a.C.
- 760 a.C.- Maatra Kashta 307º Faraone- 1º della XXV Dinastia Numidica. Riuscì nel far adottare una delle proprie figlie, Amenardis I, dalla Divina Sposa di Amon Shepenupet I, in modo tale che succedesse a questa in quella che si stava avviando a diventare la massima carica sacerdotale, e politica, della regione tebana. Fu contemporaneo di faraoni della XXII e XXIII dinastia
- 759 a.C. - Aliatte 2º re di Lidia di conoscenza accertata (dinastia eraclide) Usermaatra (II)
- 758 a.C.- Usermaatra (II) Rudamon II 299º Faraone- 6º della XXIII Dinastia Libica-Bubastica.
- 757 a.C. - Coloni greci dell'Eubea (Calcidesi) fondano Cuma in Campania e Caulonia in Calabria (ionica)
- 756 a.C.- Usermaatra (III) Iput II 300º Faraone- 7º della XXIII Dinastia Libica-Bubastica.
- 755 a.C.- Alcmeone 13º e ultimo arconte vitalizio di Atene
- 754 a.C.
  - Assur-nirari V 74º re dell'Assiria (10º del periodo Neo-Assiro) -Dovette affrontare molte rivolte e ribellioni, e in una di queste, probabilmente, morì.
  - Dinastia delle Divine Spose di Amon (fino al 525 a.C.) a Tebe. 7 Sovrane: Shepenupet I, Amenardis I, Shepenupet II, Amenardis II, Nitokris I, Ankhnesneferibra, Nitokris II. Il titolo di Divina Sposa di Amon (anche Divina Adoratrice di Amon) risale alla XVIII dinastia egizia, durante la quale fu utilizzato come titolo onorifico per le mogli, le madri o le sorelle del faraone. Spesso il titolo venne tramandato da madre a figlia come nel caso della regina Hatshepsut e di sua figlia Neferure. Durante il Terzo periodo intermedio, ed in modo particolare sotto la XXV dinastia, al titolo fu associato un notevole potere politico di controllo su Tebe e sulla regione circostante esattamente come era già accaduto per il titolo di Primo Profeta di Amon. Durante questa fase, per sottolineare il potere legato al titolo, il nome delle Divine Spose di Amon venne inscritto nel cartiglio, simbolo di regalità.Nitokris I giunse persino ad adottare la titolatura reale completa, attribuendosi il nome Horus.
  - Neferkara Peftuabast 302º Faraone- 9º della XXIII Dinastia libica-bubastica. governatore di Eracleopoli. La successione cronologica dei Faraoni non coincide con l'ordine dinastico sia per lo stato di frammentazione dell'Egitto in questo periodo, per cui più faraoni, talvolta della stessa dinastia, hanno governato contemporaneamente, in parti diverse dell'Egitto, sia per l'incertezza delle date ed anche dell'esistenza di alcuni di essi.
  - Nimlot (III) 303º Faraone- 10º della XXIII Dinastia libica-bubastica.
  - A Sparta si forma la lista degli Efori (primo di questi fu Elato), inizialmente operanti come veri Magistrati, successivamente, con il decadere della monarchia, assunsero gradualmente funzioni governative. Erano eletti dai 30 membri della gherusìa
- 753 a.C., 21 aprile, Festa delle Palilie:
  - Data tradizionale della fondazione di Roma. Secondo la leggenda, Romolo fonda Roma, e diventa il primo dei sette Re della città eterna (fino al 716 a.C.). Da questa data inizia la cronologia ab urbe condita, secondo il computo varroniano, condiviso, con lievi varianti, da Catone, Polibio, Cicerone e dai Fasti capitolini e trionfali. Questi ultimi (liste celebrative dei trionfi bellici riportate dai condottieri Romani), in particolare, registrano la vittoria di Romolo sui Ceninensi e sugli Antemnati.
    - Data del mitico ratto delle Sabine. Guerra fra Roma e le popolazioni limitrofe: Ceninensi, Antemnati, Crustumini (che vengono sconfitti) e Sabini.

  - Ad Atene inizia la serie degli Arconti decennali, il primo dei quali è Carope 1º arconte decennale di Atene
- 752 a.C.
  - A Roma
    - Romolo, re di Roma, trionfa sul popolo dei Ceninensi (Caeniensi), calende di marzo (1º marzo).

  - 751 a.C.
  - A Roma
    - Battaglia del lago Curzio e pace con i Sabini. Tito Tazio (re dei Sabini) viene associato al trono. La diarchia durerà per cinque anni fino all'assassinio di Tito Tazio a Lavinio. I Sabini si stabiliscono sul Campidoglio.
    - Fondazione del Senato Romano che sarà composto da 100 senatori di origine romana e 100 sabini.
    - La popolazione romana viene divisa in tre tribù (i Ramnes, i Tities ed i Luceres) a loro volta divise in curie. Ogni curia ha la gestione dell'anagrafe ed ha culti e festività sue proprie. Ogni curia fornisce all'esercito 100 fanti.

### 750 a.C. - 701 a.C.
- 750 a.C.
  - comincia in Grecia il periodo arcaico
  - L'espansione di Sparta in Laconia prosegue «durante il regno di Teleclo [... ] non molto prima della Guerra messenica»,[4] e cioè verso il 750, con la colonizzazione di Pharis e Geronthrai e l'annessione di Amicle e dei suoi abitanti nella comunità spartana[5] che consentì la rapida annessione di tutta la valle meridionale dell'Eurota, avvenuta dopo il 740 al comando del re Alcamene di Sparta, compresa la città di Elo, i cui abitanti furono resi schiavi. Dal nome della città avrebbe avuto origine, secondo la tradizione greca, il termine di iloti.[6]
  - I Cimmeri vengono cacciati dalle steppe Ucraine dagli Sciti, popolazioni iraniche indoeuropee cacciate a loro volta dalla regione del Volga da altri nomadi indoeuropei, i Sarmati.
  - I Cimmeri, cacciati dalle steppe Ucraine, saccheggiano il regno di Urartu.
- 748 a.C.
  - Nabonassar 1º re della IX Dinastia di Babilonia.
  - a Roma: battaglia di Fidene (la città viene conquistata e vi vengono trasferiti 2500 coloni romani).
- 747 a.C.
  - In Egitto, Menkheperra (II) Piye 308º Faraone- 2º della XXV Dinastia Numidica. Figlio di Kashta e fratello di Shabaka. Stranamente Manetone non cita questo importante ed energico sovrano numida che nel 630 a.C. darà una svolta alla storia egiziana ridando al paese una parvenza di unità. Le imprese di questo sovrano sono incise nella stele di Gebel Barkal che racconta in modo preciso la lunga campagna militare che lo portò ad espugnare prima l'importante città di Ermopoli (con una tattica militare ben ideata) il cui governatore Nimrod si era schierato con il faraone siriano Tefnakht e poi la potente città di Menfi con la definitiva sconfitta di Tefnakht. Dopo la vittoria si ritirò nella sua città natale Napata non lasciando altro segno di se. Fu seppellito a el-Khurru, presso Napata, in una vera e propria piramide dopo secoli di semplici tombe.
  - In Grecia, a Corinto, Bacchide rovescia il trono degli Eraclidi dando origine al potere della famiglia dei Bacchiadi sulla città, Governeranno fino al 657 a.C. quando una rivolta porterà al potere il tiranno Cipselo.
- 746 a.C. - Zaccaria 14º re di Israele, (Casa di Jehu)
- 745 a.C.

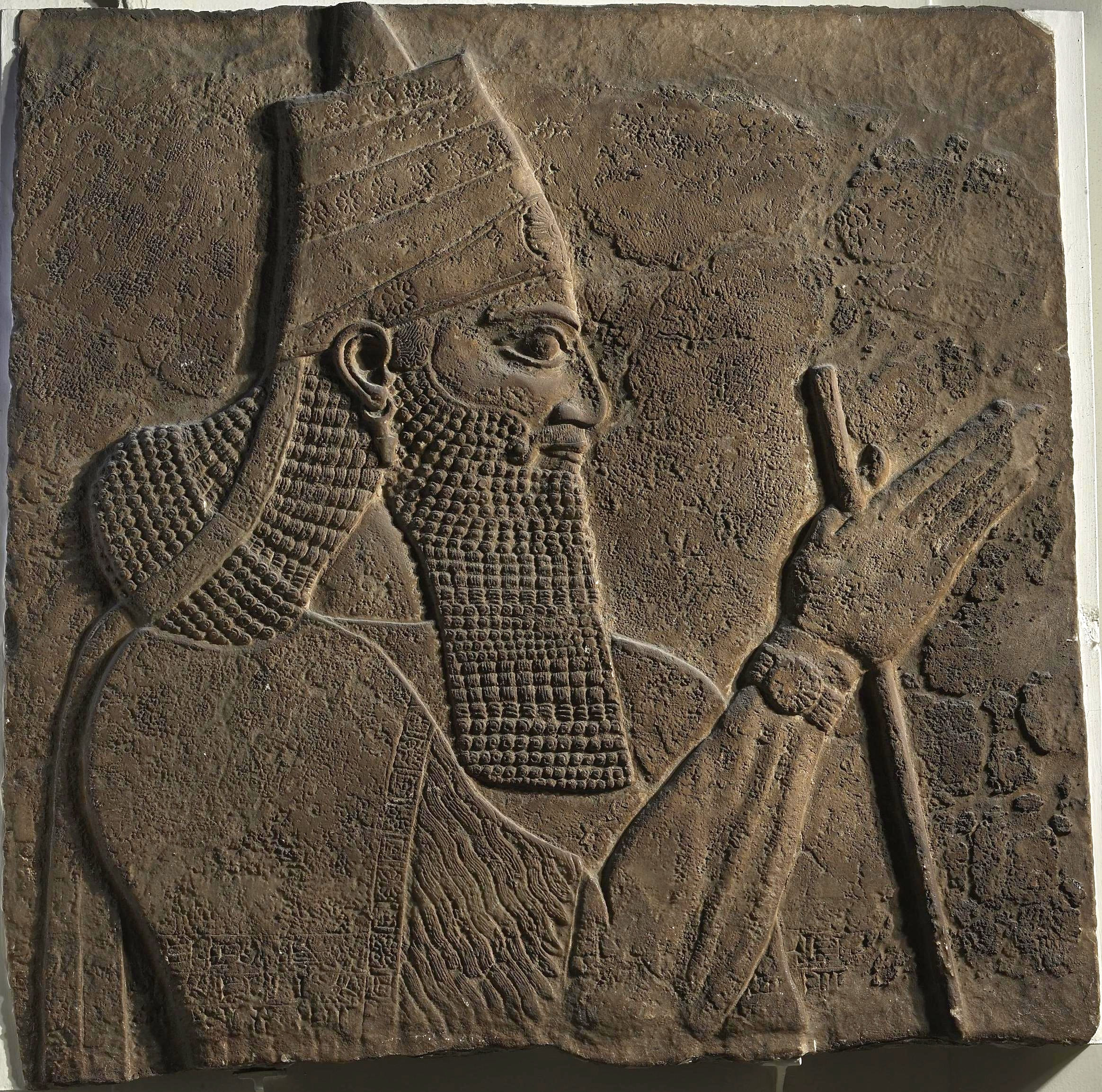
Tiglat-Pileser III — stele dalle mura del palazzo reale (British Museum, Londra

  - Tiglat-Pileser III 76º re dell'Assiria (11º del periodo Neo-Assiro) Tiglat-Pileser III — stele dalle mura del palazzo reale (British Museum, Londra -Con un colpo di mano s'impossessò del regno e diede inizio a vaste riforme che migliorarono notevolmente l'efficienza e la sicurezza dell'impero. Gli abitanti delle province conquistate venivano sistematicamente deportati, l'impero fu diviso in province, sostituendo ai vassalli del re dei governatori assiri di fiducia. L'intero regno era quindi organizzato sotto una complessa burocrazia con il re a capo in cui ogni distretto pagava un tributo fisso fornendo anche un contingente militare. Le forze assire divennero a questo punto un esercito permanente che, attraverso successivi miglioramenti, si trasformò in una macchina da combattimento inarrestabile; d'ora in avanti la politica assira ebbe come intento di portare sotto un unico impero l'intero mondo civilizzato. Questi cambiamenti sono spesso identificati come l'inizio del “Secondo Impero Assiro”.Dopo aver sottomesso Babilonia, facendosi incoronare "Re Pul di Babilonia", e aver severamente punito Urartu, Tiglat-Pileser diresse i suoi eserciti in Siria, che aveva nel frattempo riguadagnato l'indipendenza. Dopo un assedio durato tre anni, Arpad venne espugnata, riducendo così il potere di Hamath. Azariah (Uzziah), essendo un alleato del re di Hamath, fu costretto da Tiglat-Pileser a rendergli omaggio e a pagare tributi annui. Grazie alla conquiste e alle riforme di questo re, si può parlare di un vero e proprio impero assiro, che era finalmente riuscito a creare dei governi stabili e sicuri anche nelle province esterne.
  - Sallum 15º re di Israele, (Casa di Jabesh) - Usurpa il trono che spettava a Zaccaria
  - Menahem 16º re di Israele, (Casa di Menahem) - Uccide Sallum e usurpa il trono
  - Mirso 3º re di Lidia di conoscenza accertata (dinastia eraclide)
- 743 a.C.
  - Asimides 2º arconte decennale di Atene
  - Parthenope, il primo nucleo di Napoli (isolotto di Megaride e zona intorno al Monte echia, attuale quartiere di Santa Lucia) (Campania) è fondata da coloni cumani.
  - Inizio della I guerra messenica con il re spartano Teopompo. L'ultima roccaforte messena Itome cadrà dopo 20 anni.
- 742 a.C. - Ioatam 11º re di Giuda
- 738 a.C.
  - Tiglat-Pileser III occupò la Filistea e invase Israele, imponendo pesanti tributi.
  - Pekahia 17º re di Israele, (Casa di Menahem) - Succede al padre Menahem, ucciso dagli Assiri
- 737 a.C.
  - Pekah 18º re di Israele, (Casa di Pekah) - Governatore e re-fantoccio per conto degli Assiri.
  - A Roma: battaglia di Cameria, anche questa città viene assoggettata.
- 735 a.C.
  - Acaz 12º re di Giuda -Sembra essere certo che la prima spedizione di Tiglat-Pileser III contro Damasco menzionata nella vita di Acaz accadde nel 733 a.C., e la seconda nel 731 a.C. Acaz morì non fu sepolto tra i Re d'Israele; a lui succedette il figlio Ezechia (2 Cronache 28:17-22[7] sq.).
  - Aakheperra-setepenamon (II) (Osorkon IV) 292º Faraone- 9º e ultimo sovrano della XXII Dinastia Libica-Il regno di Osorkon IV fu il punto di massima frammentazione politica dell'Egitto nel corso del Terzo periodo intermedio. Il potere di Osorkon si estendeva solamente le città di Tanis e Bubasti e su una piccola parte della regione orientale del delta del Nilo
  - Naxos è fondata da coloni greci, forse provenienti da Naxos, omonima isola delle Cicladi.
- 734 a.C.
  - Palermo (Sicilia) è fondata da coloni Fenici.
  - Nabu-Nãdin-Zari 2º Re della IX Dinastia di Babilonia.
- 733 a.C.
  - Acaz, re di Giuda, entrò in guerra contro Israele e la Siria, chiedendo aiuto al re assiro Tiglatpileser III promettendogli una ricompensa in oro ed argento; questi, secondo i patti, "marciò contro Damasco, sconfisse e fece uccidere Rezin e assediò la città". Dopo aver lasciato una parte dell'esercito a proseguire l'assedio, avanzò, mettendo a ferro e fuoco le province ad est della Giordania, Filistea e Samaria. È questa la prima fase della Guerra siro-efraimitica
  - Candaule 4º re di Lidia di conoscenza accertata (Ultimo della dinastia eraclide) -fu l'ultimo sovrano della dinastia eraclide e venne spodestato da Gige.
  - Clidico 3º arconte decennale di Atene
  - Sirakia (Siracusa - Sicilia) è fondata da coloni Greci provenienti da Corinto. Fu città di primaria importanza nella Sicilia greca. In breve tempo la città cresce sia economicamente che politicamente, grazie anche alle immense risorse naturali e all'importante posizione strategica nel Mediterraneo.
- 732 a.C.
  - Nabu-Suma-Ukin II 3º re della IX Dinastia di Babilonia.
  - Nabu-Mukin-Zari 4º re della IX Dinastia di Babilonia. Ultimo Re indipendente.
  - Tiglat-Pileser III espugnò Damasco, deportandone gli abitanti.
  - Osea 19º e ultimo re di Israele, (Casa di Pekah)
- 730 a.C.
  - Coloni greci dell'Eubea (Calcidesi) fondano Zancle (Messina) in Sicilia e Rhegion (Reggio Calabria) in Calabria, sulle sponde opposte dello Stretto di Messina.
  - Sparta comincia l'invasione della Messenia: I guerra messenica
- 729 a.C.
  - Tiglatpileser III 76º re dell'Assiria si proclama 5º Re della IX Dinastia di Babilonia con il nome di Re Pul di Babilonia. Fine dell'indipendenza di Babilonia, che diventa una provincia dell'impero assiro.
  - Katane (Catania - Sicilia) è fondata da coloni Greci Calcidesi provenienti dall'Eubea.
  - A Roma: prima guerra contro Veio. Roma conquista i territori del "septem pagi"(ad ovest dell'isola Tiberina) e delle Saline, in cambio di una tregua della durata di cento anni.[8] Vedi anche la pagina dedicata a Romolo
- 728 a.C.
  - Deioce primo re dei Medi, in Iran occidentale, alleato degli Assiri.
  - Megara Hyblaea in Sicilia è fondata da coloni Greci provenienti da Megara.
  - Leontinoi in Sicilia è fondata da coloni Greci Calcidesi provenienti dall'Eubea.
  - Neferkheperra-haihau 304º Faraone- 11º della XXIII Dinastia Libica-Bubastica. governatore di Ermopoli
- 727 a.C.
  - Salmanassar V 77º re dell'Assiria (12º del periodo Neo-Assiro) -dovette affrontare il re Osea di Israele. In politica interna Salmanassar introdusse una profonda riforma fiscale, che produsse un forte malcontento. Salmanassar fu infine deposto nel 721 a.C. da Sargon II (721-705 a.C.), il comandante in capo dell'esercito.
  - Salmanassar V 77º re dell'Assiria si proclama 6º Re della IX Dinastia di Babilonia.
  - XXIV dinastia (fino al 715 a.C.) (2 Sovrani, 305º-306º Faraone, Shepsesra, Wahkara). Breve dinastia, composta solamente da due sovrani, che si colloca alla fine dell'VIII secolo a.C., in uno dei momenti più confusi del terzo periodo intermedio. L'Egitto, diviso in un grande numero di principati i cui governanti si attribuirono titoli regali, pur governando talvolta solamente una città, era minacciato ad est dall'espansionismo degli Assiri che premevano alle sue porte ed a sud dai sovrani nubiani che affermando di essere i veri discendenti della tradizione egizia miravano alla conquista di tutta la valle del Nilo. La XXIV dinastia si estinse con la vittoria dei sovrani nubiani che dovranno poi affrontare il problema assiro. Della dinastia fa parte anche Padinemti che pur essendo semplicemente un governatore (principe), si attribuì i privilegi e la titolatura reale.
- 725 a.C.
  - Iranzu Re dei Mannei (fino al 720 a.C.).Apice del Regno manneo.

Deportazione degli Israelitici durante l'impero assiro

- - Osea re di Israele non pagò più i tributi all'Impero Assiro. Ciò spinse Salmanassar V, Re di Assiria, ad assediare Samaria (capitale di Israele). La città resistette per tre anni ma fu infine conquistata dal successore di Salmanassar V, Sargon II.
- 723 a.C. - Ippomene 4º arconte decennale di Atene. Dopo Ippomene, i dekaetîs cessarono di essere scelti tra i Medontidi.
- 722 a.C. - Uasenetenra-setepenra Sheshonq VII 301º Faraone- 8º della XXIII Dinastia. Non sono accertate l'effettiva esistenza e la collocazione
- 721 a.C.

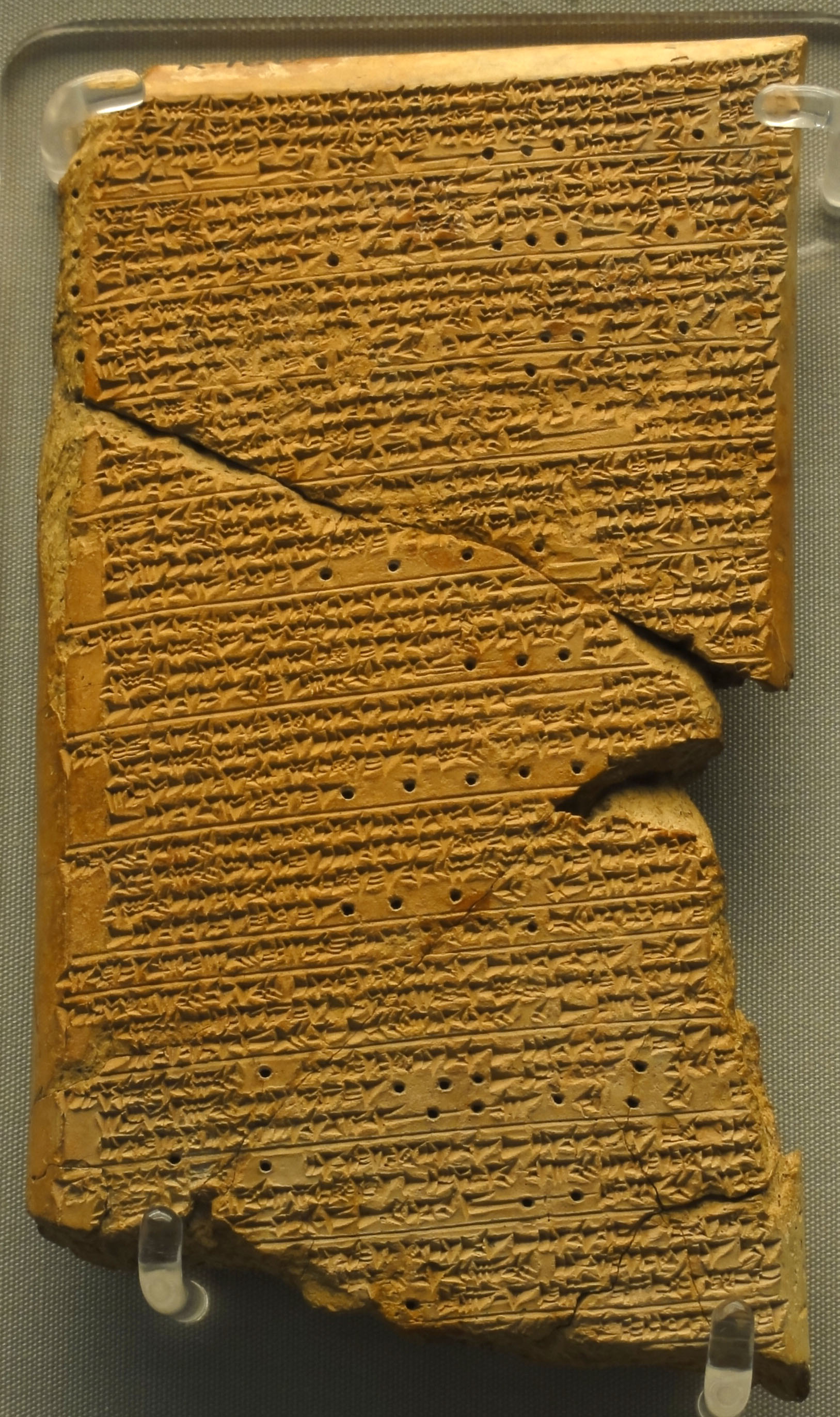
Tavoletta di Venere di Ammi-saduqa, copia neoassira di registrazioni paleobabilonesi

  - Sargon II 78º Re dell'Assiria (13º del periodo neo-assiro) e Re di babilonia - Nel 721 concluse vittorioso l'assedio a Samaria iniziato dal suo predecessore. Samaria fu distrutta e gli abitanti deportati. Per quanto riguarda la politica interna, Sargon continuò l'opera di centralizzazione iniziata da Tiglatpileser III e per questo fece costruire una nuova capitale a est di Ninive, Dur Sharrukin (odierna Khorsabad), usando i tributi che l'Assiria aveva raccolto dalle varie nazioni sotto il suo dominio. Nel 705 a.C. Sargon fu ucciso durante una battaglia contro i Cimmeri nel regno neo-hittita di Tabal.Tavoletta di Venere di Ammi-saduqa, copia neoassira di registrazioni paleobabilonesi Durante il suo regno verrà compilata la copia più antica conosciuta della Tavoletta di Venere di Ammi-saduqa che riporta dati sui movimenti di venere registrati al tempo del re Ammi-saduqa di Babilonia
  - Fine del Regno di Israele, che diventa una provincia dell'Impero assiro. Unico Regno ebraico indipendente è ora il Regno di Giuda (fino al 586 a.C.)
  - Mérodash-Baladan II 6º re della IX Dinastia di Babilonia (Caldea). Babilonia riconquista una temporanea indipendenza dall'Assiria.
- 720 a.C.
  - l'Euripontide Teopompo re di Sparta, sarà il condottiero spartano nella I guerra messenica.
  - Krimisa (Cirò (KR) - Calabria) è fondata da coloni Greci Rodii provenienti da Rodi.
- 719 a.C. - Huan di Zhou 2º Re della Dinastia Zhou orientale in Cina -Il potere era nelle mani del duca Zhuang di Zheng (郑庄公) (743 a.C.-701 a.C.), e i territori sotto il dominio diretto degli Zhou si limitavano ormai a Luoyang e ai territori limitrofi-
- 716 a.C.
  - Shabaka 309º Faraone- 3º della XXV Dinastia Numidica. Succeduto al fratello, Piankhi, portò a termine l'impresa di conquista dell'Egitto, iniziata, ma lasciata incompleta, da quest'ultimo. Nel 701 si alleò con la coalizione di stati che in Palestina cercavano si resiste all'Impero Assiro. L'opzione militare si rivelò però fallimentare, la coalizione fu scompaginata e l'esercito egizio, composto per la maggior parte di mercenari, sconfitto a Raphia.
  - Ezechia 13º Re di Giuda.
  - A Roma: morte di Romolo; la città viene governata per un anno a turno da un collegio di 10 senatori (interregno)
  - Mylae in Sicilia è fondata da coloni provenienti da Zancle (Messina).
- 715 a.C.
  - A Roma
    - Numa Pompilio 2º re di Roma (fino al 673 a.C.). Era vedovo della figlia di Tito Tazio e quindi di famiglia reale.
    - Riforma legislativo religiosa a Roma ad opera del re Numa Pompilio. Vengono creati gli ordini religiosi dei Flamini, dei Salii, delle Vestali e dei Feziali, infine viene creato il collegio sacerdotale dei Pontefici presieduto dal Pontefice Massimo (carica che spetta al Re in carica), con il compito di sorvegliare l'ottemperanza alle leggi religiose del popolo e degli altri sacerdoti, in particolare le Vestali. Vengono costruiti il tempio di Vesta, il tempio di Giano e la Regia. Durante il regno di Numa Pompilio non verranno costruite statue raffiguranti gli dei in forma umana o animale, per combattere la superstizione.
    - a Roma e nel Lazio: si afferma il sistema onomastico; si intensificano i rapporti con la Grecia con un mutamento della direzione e delle vie principali dei commerci e con conseguente decadenza degli abitati dei colli albani. Si diffonde la coltivazione della vite
- 713 a.C. - Leocrate 5º arconte decennale di Atene.
- 710 a.C.
  - Mozia (Sicilia) è fondata da coloni Fenici.
  - Guerra lelantina inizio del lungo conflitto combattuto tra le due poleis eubee di Eretria e Calcide, nell'antica Grecia. Il casus belli eponimo fu la contesa della fertile pianura di Lelanto sull'isola di Eubea. A causa dell'importanza dei due contendenti, il conflitto si allargò fuori dai suoi confini e, come ci informa Tucidide, coinvolse molta parte della Grecia, registrando una partecipazione senza eguali dai tempi della guerra di Troia fino alle guerre persiane. Finirà circa nel 650 a.C.
- 709 a.C. - Sargon II 7º Re della IX Dinastia di Babilonia(Babilonia viene riconquistata dagli Assiri) - Kroton (Crotone - Calabria) è fondata da coloni Achei provenienti dal Peloponneso.
- 708 a.C. - Sybaris (Sibari-Cassano all'Ionio (CS) - Calabria) è fondata da coloni Achei provenienti dal Peloponneso.
- 707 a.C. - A Roma un'epidemia di pestilenza si placa dopo la comparsa dal nulla dello scudo ancile. Il 2º re di Roma, Numa Pompilio istituisce l'ordine sacerdotale dei Salii
- 706 a.C. - Taras (Taranto), in Puglia, è fondata da coloni provenienti da Sparta. La struttura sociale della colonia sviluppò nel tempo una vera e propria cultura aristocratica, la cui ricchezza proveniva, probabilmente, dallo sfruttamento delle risorse del fertile territorio circostante, che venne popolato e difeso da una serie di phrouria, piccoli centri fortificati in posizione strategica.
- 704 a.C. - Sennacherib 79º Re dell'Assiria (14º del periodo Neo-Assiro) e 8º Re della IX Dinastia di Babilonia
- 703 a.C.
  - Babilonia si ribella alla dominazione Assira. Marduk-zakir-shumi II 9º Re della IX Dinastia di Babilonia - Marduk-apla-iddina II 10º Re della IX Dinastia di Babilonia.
  - Apsandro 6º arconte decennale di Atene
- 702 a.C. - Bel-ibni 11º Re della IX Dinastia di Babilonia.
- 701 a.C.
  - Ezechia di Giuda formò un'alleanza con l'Egitto contro l'Assiria, e Sennacherib di conseguenza si mosse verso Gerusalemme, distruggendo 46 città sul suo cammino
  - Sennacherib invade il regno di Giuda annettendo parte della Giudea all'impero assiro e stringe d'assedio Gerusalemme ma non riuscirà ad espugnarla.
  - Caduta della roccaforte messenica sull'Itome. Fine della I guerra messenica, Sparta conquista la Messenia. Ilotizzazione dei messeni

### 700 a.C. - 681 a.C.
- 700 a.C.
  - Persia: Achemenes Achemene, concesso che si realmente esistito, fonda la dinastia persiana degli Achemenidi. Avrebbe regnato su una piccola area nella regione nordoccidentale vicino al lago di Urmia, area che le iscrizioni assire chiamano Parsumaš ossia Terra dei Parsu (Persiani).
  - Grecia riforma oplitica ad Argo: la fanteria pesante (falange oplitica) diviene il nerbo dell'esercito, perde d'importanza la cavalleria. Tale riforma si diffonderà in tutta la Grecia ed avrà conseguenze sociali importanti (gli opliti erano reclutati nella classe media). Secondo la tradizione l'artefice di tale riforma militare fu il tiranno di Argo Fidone (artefice anche di una riforma dei pesi ed ispiratore della coniazione della monete di Egina), ma la cronologia su tale personaggio è molto incerta. Argo in questo periodo diviene la più potente città del Peloponneso ed assumerà il controllo dei giochi olimpici. Sempre a Fidone viene attribuita l'introduzione fra i giochi olimpici delle gare ippiche (di cui sarebbe stato anch'egli uno dei vincitori) che si andranno ad aggiungere alla corsa, lotta, pugilato e pancrazio.
  - Italia: Kfra (Sicilia), Sulki e Tharros (Sardegna) sono fondate da coloni Fenici
  - Spagna: Ibiza è fondata da coloni Fenici
  - Asia Centrale: Cultura del bronzo di Tagar (fino al 200 a.C.) -Popolazioni miste mongole e indoeuropee, affini agli Sciti
  - India: Periodo vedico IV -Età del ferro III, Periodo Mahajanapadas o dei 16 Regni- (fino al 325 a.C.)
- 699 a.C. - Ashur-nadin-shumi 12º Re della IX Dinastia di Babilonia.
- 695 a.C. - Djedkaura Shabataka 310º Faraone- 4º della XXV Dinastia Numidica. Figlio di Piankhi; con Shabataka, e con il suo successore Taharqa, la XXV dinastia visse la sua fase di massimo splendore e potere. Per tentare di contrastare la pressione espansionistica assira l'Egitto entrò a far parte, ancora una volta, della coalizione tra i regni di Giuda e di Israele e le città di Ascalon e Sidone. L'esercito della coalizione, rafforzato da un contingente egizio al comando del fratello del sovrano, Taharqa, venne sconfitto da Sennacherib ad Ashdod e, solo una rivolta in Babilonia, prima, ed un'epidemia, dopo, impedirono al sovrano assiro di attaccare direttamente l'Egitto.
- 694 a.C. - Nergal-ushezib 13º re della IX Dinastia di Babilonia.
- 693 a.C. - Erissia 7º ed ultimo arconte decennale di Atene
- 692 a.C. - Mushezib-Marduk 14º Re della IX Dinastia di Babilonia.
- 691 a.C. - Battaglia di Halule combattuta fra gli assiri del re Sennacherib ed i ribelli babilonesi caldei del re Mushezib-Marduk alleati con gli elamiti del re Khumma-Menanu. Dell'esercito assiro facevano parte anche reparti di cavalieri persiani. La battaglia finì con un leggero predominio delle forze ribelli ma la caduta di babilonia fu rimandata solo di tre anni.
- 689 a.C. - Nefertumra Taharqa 311º Faraone- 5º della XXV Dinastia Numidica. Durante il lungo regno di Taharqa l'Egitto giunse ad un passo dalla totale riunificazione e per la prima volta dovette subire un'invasione straniera.
- 688 a.C. - Sennacherib 15º re della IX Dinastia di Babilonia. L'assiria riconquista Babilonia. - Durante il regno di Sennacherib, Babilonia rimase in costante stato di rivolta, che ebbe fine solo con la completa distruzione della capitale. Nel 689 a.C. le sue mura, templi e palazzi furono rasi al suolo e le macerie gettate nell'Arakhtu, il canale che delimitava a sud la prima città di Babilonia. Tale atto impressionò la coscienza religiosa della Mesopotamia; il susseguente assassinio di Sennacherib fu considerato un'espiazione di quanto era successo, e il suo successore Essarhaddon si premurò di ricostruire la città vecchia, ricevendo lì la sua corona, e la rese sua residenza durante il resto dell'anno.
- 687 a.C. - Manasse 14º Re di Giuda.Ristabilì il pluralismo religioso precedente a Ezechia e passò alla storia come il re empio per eccellenza.
- 687 a.C. - Polidoro c. 685? - c.665 a.C.? Re Agiade di Sparta. Ebbe fama di re giusto e comandò l'esercito spartano contro Argo, ma nella battaglia di Isie (669 a.C.) fu sconfitto. Gli Argivi e agli Arcadi estesero la loro influenza a tutto il nord del Peloponneso. Alcuni studiosi ritengono che Polidoro sia il vero artefice della costituzione Spartana.
- 683 a.C. - ad Atene inizia la lista degli arconti annuali ed eponimi con Creonte. Creonte 1º arconte eponimo di Atene. Dal 680 a.C. gli arconti, eletti annualmente per sorteggio, divennero nove: * un eponimo, che dava il nome all'anno, e proponeva le leggi. * un polemarco, capo militare, le cui funzioni passarono dal V secolo agli strateghi; * un basileus, al quale erano assegnate le competenze in materia religiosa; * sei tesmoteti, che avevano il compito di far rispettare le leggi. Furono arconti di rilievo, nella storia ateniese, Draconte, Solone, Pisistrato e Clistene, colui che diede un assetto democratico alla polis attica.
- 681 a.C. Il sovrano assiro Sennacherib venne assassinato in seguito ad un complotto a cui, con probabilità, non fu estraneo il sovrano egizio Nefertumra Taharqa che poco dopo fomentò una rivolta, contro il dominio assiro, a Sidone, ed invase la Palestina meridionale.

### 680 a.C. - 666 a.C.
- 680 a.C. - Esarhaddon 80º Re dell'Assiria (15º del periodo Neo-Assiro) e 16º Re della IX Dinastia di BabiloniaMappa dell'impero assiro

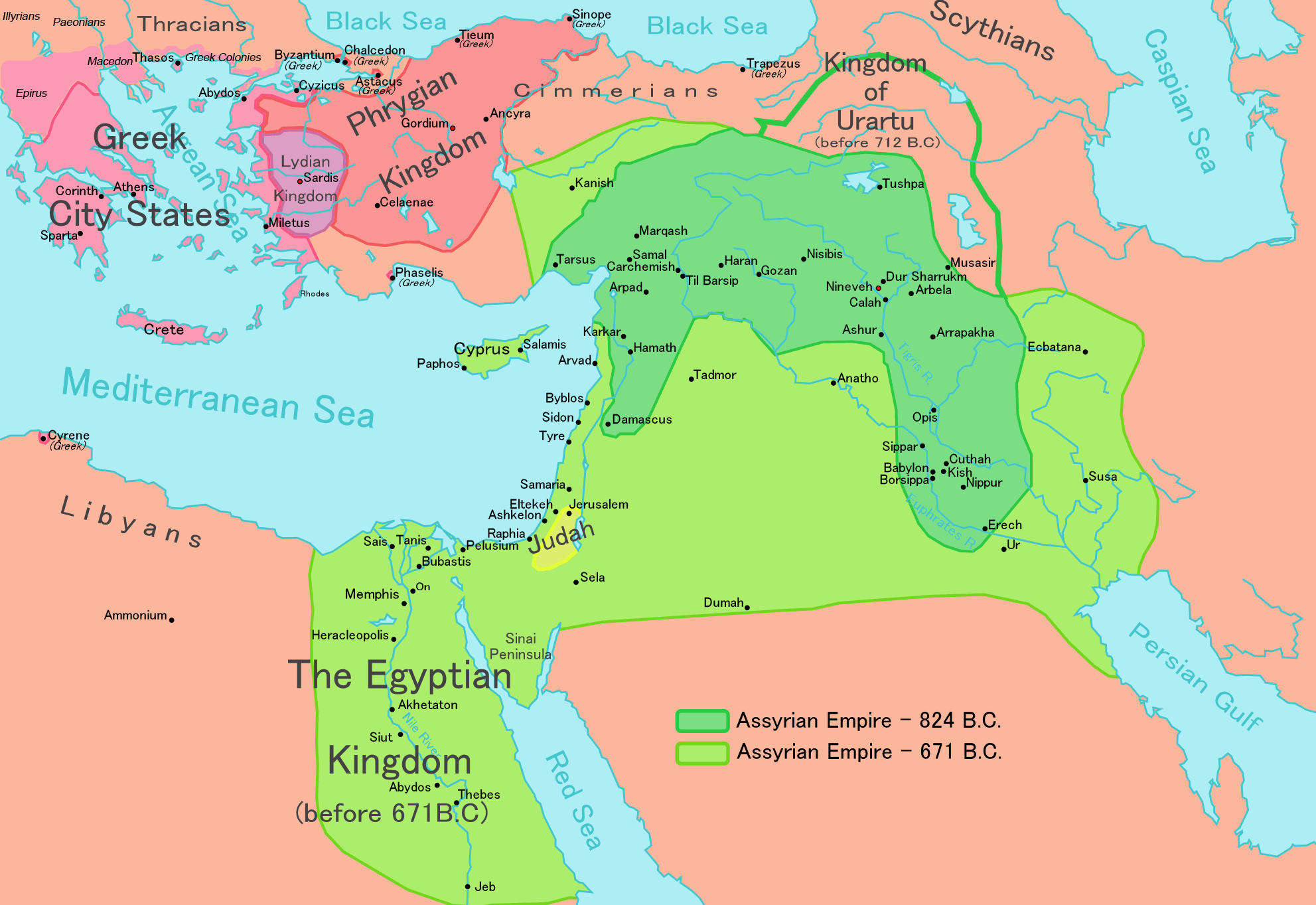
Mappa dell'impero assiro

- 677 a.C. - Esarhaddon Per soffocare le rivolte sobillate dall'Egitto si reca in Fenicia, conquista e saccheggia Sidone, invade la Giudea e cattura il re Manasse.
- 675 a.C. - Teispe re persiano, è ricordato come figlio di Achemenes, il mitico progenitore della dinastia acmenide che fondò l'impero persiano. Teispe conquistò la città elamita di Anshan assumendo appunto il titolo di re di Anshan rimanendo però vassallo dei sovrani della Media sotto i quali portava il titolo di re di Persia.
- 674 a.C. - Esarhaddon inizia una campagna militare contro l'Egitto
- 673 a.C. - Tullo Ostilio 3º re di Roma fino al 641.
- 672 a.C. - Nekau (Necao I) 313º Faraone- 1º della XXVI Dinastia. Figlio, secondo alcuni studiosi, di Bocchoris, ultimo sovrano della XXIV dinastia, venne insediato, o forse confermato, sul trono di Sais da Esarhaddon, il sovrano assiro che intorno al 665 a.C. aveva conquistato il Basso e Medio Egitto.
- 670 a.C. - Esarhaddon si spinge nel territorio egiziano fino a conquistare Menfi catturando la famiglia reale e poi torna in Assiria. Il faraone Taharqa si rifugia a Tebe presso il sacerdote Montuhemat poi a Napata.
- 669 a.C.
  - Approfittando dell'assenza del sovrano assiro e del suo esercito, richiamati in altre regioni del loro turbolento impero, Taharqa ritornò a Tebe e riuscì a coalizzare in una nuova alleanza i dinasti locali che avevano fatto atto di sottomissione all'occupante, tra i quali anche Necho I, principe di Sais e fondatore della XXV Dinastia.
  - Esarhaddon mentre si sta di nuovo recando in Egitto per soffocare l'ennesima rivolta, muore all'improvviso.
- 668 a.C.
  - Assurbanipal 81º re dell'Assiria (16º del periodo Neo-Assiro) e 17º re della IX Dinastia di Babilonia. Lui fu probabilmente il famoso Sardanapalo descritto dai Greci. Ashshurbanipal, rientrò appena possibile in Egitto e sconfisse i ribelli giustiziandone molti e deportando Necho I a Ninive. Fece poi continuare la campagna in Egitto al suo turtanu. Poiché era strettamente urgente riorganizzare il paese, il generale assiro ristabilì nella loro dignità il faraone Necho I e suo figlio Psammetico I.
  - Il faraone Taharqa si rifugia a Napada dove morirà nel 664
  - in Grecia l'esercito di Argo forse sotto il comando del tiranno Fidone sconfigge duramente l'esercito spartano, anche grazie all'introduzione della falange oplitica, nella battaglia presso Isie. La città di Pisa, alleata di Argo, strappa agli Elei il controllo della città di Olimpia e quindi dei giochi panellenici (gli Elei la riconquisteranno nel 558 grazie all'aiuto degli spartani). Rivolte in Messenia è la seconda guerra messenica.
- 667 a.C. - Shamash-shum-ukin fratello di Assurbanipal, 17º re della IX Dinastia di Babilonia.

### 665 a.C. - 651 a.C.
- 664 a.C.
  - Bakara Tanuatamon 312º Faraone - 6º ed ultimo della XXV Dinastia Numidica che terminerà nel 656. Approfittando delle circostanze che trattenevano l'esercito assiro lontano dall'Egitto decise di tentare di riconquistare la valle del Nilo e pertanto discese il fiume fino a Tebe dove venne accolto come un liberatore da Montuemhat e dalla Divina Sposa di Amon Shepenupet II. Forte dell'appoggio della tebaide il sovrano proseguì la marcia verso nord e sconfisse, nei pressi di Menfi, i principi della rivolta ossia i dinasti egizi rimasti fedeli al sovrano assiro (si trattava una confederazione di venti principi del delta dell'Egitto, confederazione approvata da Esarhaddon e confermata, poi, da Ashshurbanipal). Nella battaglia cadde Necho I di Sais considerato il fondatore della XXVI dinastia che combatteva per l'alleanza filoassira.
  - Psammetico I 314º Faraone - 2º della XXVI Dinastia. Alla morte del padre, caduto nella battaglia contro Tenutamon, Psametek venne, in un primo momento, deportato in Assiria e poi rinviato in Egitto ad occupare il trono del padre.
- 663 a.C.
  - Assurbanipal dopo aver sconfitto Tanuatamon riconquistò Menfi e saccheggiò Tebe, portandone via il tesoro del tempio di Karnak e dividendo tutto in territorio in piccole signorie a lui fedeli. Il faraone Tenutamon fugge a Napata dove morirà nel 656 a.C.
  - Psammetico I viene confermato sul trono da Assurbanipal per la fedeltà dimostrata dal padre Necho I.
- 657 a.C. - A Corinto Cipselo abbatte l'oligarchia dei Bacchiadi instaurando un feroce regime tirannico (nel 628 a.C. gli succederà il figlio Periandro). Molti sostenitori dei Bacchiadi verranno assassinati o dovranno fuggire in esilio per salvarsi.[9] In esilio in Etruria, a Tarquinia dove aveva interessi commerciali, dovrà andare anche Demarato, il padre di Lucomone, il futuro Lucio Tarquinio Prisco, quinto re di Roma.[10][11]
- 654 a.C. - Psammetico I invia una flotta fino a Tebe per ottenere che sua sorella Nitokris I fosse adattata tra le Divine Spose di Amon, mettendo così una seria ipoteca sul controllo dell'Alto Egitto, in quel momento governato da Montuemhat, che dopo la sconfitta di Tenutamon e la conquista di Tebe da parte degli assiri aveva fatto atto di vassallaggio a questi.
- 653 a.C. - ritiro delle truppe assire dall'Egitto che si riunifica sotto il regno di Psammetico I e diviene di fatto indipendente. La nova capitale è Menfi
- 652 a.C. - Babilonia governata da Shamash-shum-ukin, fratello di Assurbanipal, alleatasi con gli Elamiti e gli Arabi, diede inizio in quest'anno ad una ribellione per riconquistare l'indipendenza.

### 650 a.C. - 601 a.C.
- 650 a.C.
  - In Grecia comincia il periodo tardo arcaico che terminerà nel 478 a.C. con la fine delle guerre persiane.
    - A Sicione nel Peloponneso inizia la tirannide degli Ortagoridi con Ortagora figlio di Andrea. Manterranno una politica estera fortemente ostile ad Argo.

  - Introduzione della moneta in occidente (Lidia)
  - In Cina, Gli stati di Qin, Jin e Qi, oltre ad essere impegnati nel rafforzamento interno, si trovarono costretti ad opporsi all'espansionismo dello stato di Chu, il cui sovrano si era proclamato re. L'inizio di questo conflitto vide le armate di Chu spingersi a nord, annientando gli stati di Chen e Cai, ma successivamente l'avanzata dell'esercito Chu fu fermata in battaglie sempre più cruente - la Battaglia di Chengpu, la Battaglia di Bi e la Battaglia di Yanling.
- 648 a.C. - Assurbanipal - conquistò Babilonia dove Shamash-shum-ukin diede fuoco al palazzo dove si era rinchiuso, uccidendosi.
- 647 a.C. - Kandalanu 18º re della IX Dinastia di Babilonia. Generale dell'esercito Assiro, nominato reggente da AssurbanipalBassorilievo che ricorda trionfalmente il sacco di Susa (Elam) da parte del re assiro Assurbanipal (646 a.C.)

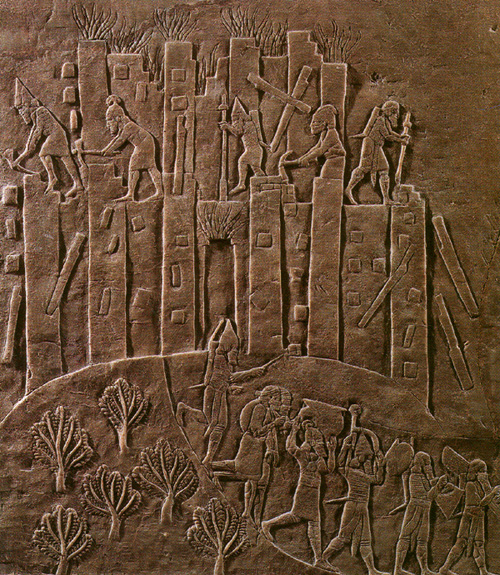
Bassorilievo che ricorda trionfalmente il sacco di Susa (Elam) da parte del re assiro Assurbanipal (646 a.C.)

- 646 a.C. - Assurbanipal conquista la città di Susa capitale dell'Elam.
- c.645 a.C. - Zeuxidamo (c.645 - c.625 a.C.) re euripontide di Sparta
- 643 a.C. - Amon 15º Re di Giuda. Regnò su Giuda in Gerusalemme per 2 anni. Morto in una congiura.
- 642 a.C. - Regno Magadha nella valle del Gange (India): Dinastia Shishunaga (fino al 424 a.C.).
- 641 a.C. - Giosia 16º re di Giuda. Regnò su Giuda in Gerusalemme per 31 anni. Ferito nella battaglia di Meghiddo, morì dopo essere ritornato a Gerusalemme.
- 640 a.C.
  - Alla morte del re persiano Teispe i figli si divisero i suoi possedimenti: Ciro I ottenne l'Anshan mentre il fratello Ariaramnes governò sulla Persia.
  - Anco Marzio 4º re di Roma.
  - Assurbanipal termina la conquista dell'Elam che viene devastato. Fine delle ribellioni. Sotto Assurbanipal l'impero assiro raggiunse, quindi, la sua massima estensione, mai più eguagliata.
  - Teagene tiranno di Megara
- 636 a.C. - Cilone genero, secondo Tucidide, del tiranno di Megara Teagene, tenta, senza riuscirvi, di instaurare la tirannide ad Atene.
- 632 a.C. - In Cina, Battaglia di Chengpu fra Qin, Jin, Qi e Song da un lato e Chu, Chen, Cai, Shen, Xi dall'altro. Vincerà la prima coalizione, guidata dallo Stato di Jin.
- 631 a.C. - Morte di Assurbanipal. Ashur-Etel-Ilani 82º Re dell'Assiria (17º del periodo Neo-Assiro). Rivolte in tutto il regno.
- 627 a.C. -
  - in Assiria, Sin-Shar-Ishkun 83º Re dell'Assiria (18º del periodo Neo-Assiro). Era probabilmente il figlio di Assurbanipal e probabilmente fratello di Ashur-uballit II. Ultimo re dell'impero assiro. Babilonia si rende indipendente e resta 2 anni senza reggente.
  - A Corinto alla morte del primo tiranno Cipselo assume il potere il figlio Periandro
- 625 a.C.
  - Nabopolassar 1º Re della X Dinastia di Babilonia. Babilonia torna indipendente.
  - Ciassare re dei Medi. Nome italianizzato di Hvakhshathra, è stato il più importante dei re della Media. Seppe riorganizzare l'esercito dei medi e con l'alleato re babilonese Nabopolassar distrusse l'impero assiro.
  - nasce a Mileto in quest'anno il filosofo Talete (625 - 545) (o forse era un esule fenicio). Predisse un'eclissi. Acqua come archè (origine di tutto)
  - Anassidamo c.625 - c.600 a.C. re euripontide di Sparta.
  - A Corinto, sotto la tirannide di Periandro costruzione del Diolkos, una rampa che permetteva alle navi il passaggio dell'istmo di Corinto, evitando il periplo del Peloponneso.
- 623 a.C. Alleanza anti assira fra Medi e Caldei di Babilonia.
- 621 a.C. Dracone o Draconte arconte eponimo annuale in Atene, sarà il primo legislatore dell'antica Atene emana una legge sull'omicidio che segnò la nascita del diritto penale. In questa legge si distingueva per la prima volta nel diritto il grado di responsabilità personale: distingueva infatti fra l'omicidio involontario condannato con l'esilio e l'omicidio volontario che era punito con la morte. Il suo codice di leggi, è ricordato per la sua particolare severità: la pena di morte era la punizione anche per piccole infrazioni. La durezza e severità delle sue leggi hanno dato origine ad espressioni in cui il termine "draconiano" viene utilizzato come aggettivo, come ad esempio "leggi draconiane", "punizione draconiana", ecc.
- 616 a.C.
  - Tarquinio Prisco 5º re di Roma.
  - il faraone Psammetico I comprendendo come l'alleanza tra Media e Babilonia potesse essere potenzialmente pericolosa per l'Egitto, intervenne a fianco dell'Assiria nel vano tentativo di arrestarne la caduta.
  - Euricratide c.615 - c.590 a.C. re Agiade di Sparta
- 614 a.C. - Caduta della importante città assira di Nimrud
- 612 a.C.
  - Caduta della capitale assira di Ninive. Il re assiro Sin-Shar-Ishkun (Saracos) muore sotto le rovine del suo palazzo, decretando di fatto la caduta dell'impero assiro.
  - La corte assira si ritira quindi a Carre Harran, a nord-ovest della capitale, e qui un generale di nome Assur-uballit II, con il supporto militare del faraone egiziano Necho II, continua a regnare fino al 609 a.C.
- 610 a.C.
  - Wahemibra Necho II 315º Faraone - 3º della XXVI Dinastia
  - nasce a Mileto filosofo Anassimandro (610 - 546). Primo progetto di una cosmogonia L'archè è l'Ápeiron
- 609 a.C.Gli imperi orientali dopo la caduta dell'impero assiro nel 600 a.C.

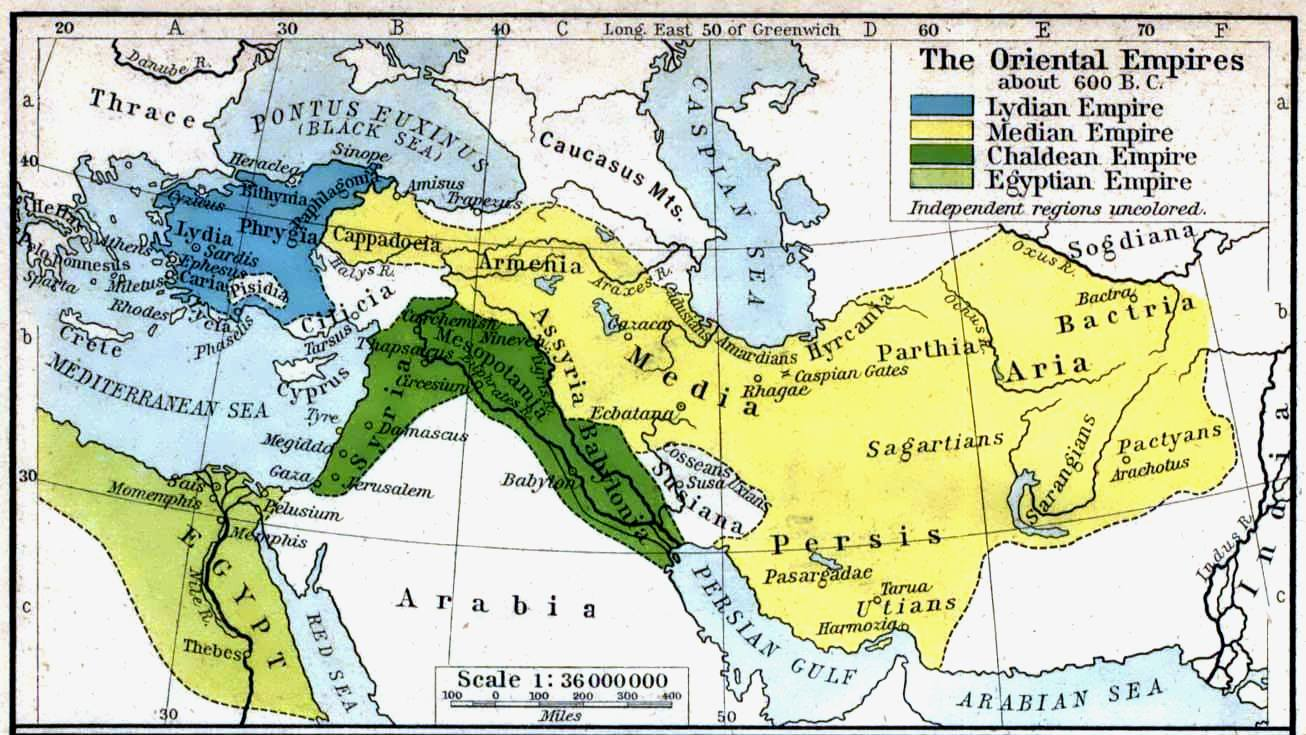
Gli imperi orientali dopo la caduta dell'impero assiro nel 600 a.C.

  - Assur-uballit II è sconfitto da Medi e Caldei nonostante l'appoggio egiziano del faraone Necho II. Carre è conquistata e questa fu la fine definitiva dell'Assiria come nazione indipendente; l'impero assiro venne diviso fra Medi e Caldei. Quando Ciassare sconfisse definitivamente gli Assiri, i re persiani tornarono a sottomettersi al sovrano della Media pur assumendo il titolo di "Gran Re".
  - Battaglia di Megiddo. Le truppe egiziane non essendo riuscite a difendere Carre attaccano il regno di Giuda, vassallo dei Babilonesi. Il re Giosia è ferito mortalmente e muore tornato a Gerusalemme.
  - Ioacaz 17º re di Giuda. Regnò su Giuda in Gerusalemme per 3 mesi. Necao II, re dell'Egitto, lo detronizzò e lo sostituì con il suo fratello Ioiakim. Fu portato in Egitto dove morì.
  - Ioiakim 18º re di Giuda. Regnò su Giuda in Gerusalemme per 11 anni. Morto per cause naturali.
  - Approfittando di una congiuntura favorevole Necho II riuscì a conquistare la piazzaforte di Kadesh sconfiggendo i babilonesi sull'Eufrate, primo sovrano egizio dopo Thutmose III ad attraversare questo fiume.
- 605 a.C. -
  - Battaglia di Karkemish. L'esercito egiziano del faraone viene sconfitto dall'esercito babilonese comandato dal principe Nabuccodonosor (futuro Nabucodonosor II, figlio del re Nabopolassar
  - Battaglia di Hamath. Nuova vittoria babilonese sull'esercito egizio. Solo la morte del re babilonese salvò Necho II dalla completa disfatta permettendogli di riportare in Egitto i resti del suo esercito.
- 604 a.C. - Nabucodonosor II 2º re della X Dinastia di Babilonia.
- 601 a.C. - Il re di Giuda Ioakim si ribellò ai Babilonesi confidando nell'aiuto egiziano del faraone Necho II. Il re babilonese Nabucodonosor mosse contro l'Egitto ma venne fermato al confine orientale del delta del Nilo ed in seguito Necho II riconquistò anche la città di Gaza ma non tentò più di occupare la Palestina.

### 600 a.C. - 551 a.C.
- 600 a.C.
  - Cambise I re dei persiani. Durante il VI secolo a.C. gli Achemenidi governarono il regno di Anshan (ora nella provincia di Baghdad, in Iraq) come vassalli dei Medi, allora sovrani della Persia. Cambise I era figlio di Ciro I, al quale succedette, e padre di Ciro il Grande che pose le basi dell'impero persiano. Secondo lo storico greco Erodoto Cambise I sposò la figlia di Astiage, re dei Medi.
  - Annone, navigatore e generale cartaginese, arriva fino alle coste della Sierra Leone
  - in Grecia Clistene di Sicione tiranno a Sicione fino al 570 a.C. sarà il nonno del Clistene di Atene.
  - Archidamo I c.600 - c.575 a.C. re euripontide di Sparta
  - In Cina, scomparvero molti fra gli staterelli feudali più piccoli, assorbiti da pochi, vasti e potenti principati, soprattutto quelli di Qin, Jin, Qi e Chu. Durante questo periodo, inoltre, fra gli stati egemoni si sviluppò un intenso scambio di relazioni e vennero formulate una serie di norme e disposizioni che regolavano i rapporti fra gli stati, una prima forma di diritto internazionale. I sovrani dei nuovi stati erano più interessati ad aumentare la loro forza e il loro prestigio che non a sostenere la debole monarchia Zhou. Alcuni stati del sud come Chu e Wu, dichiararono la propria indipendenza dagli Zhou.
- 598 a.C. - Ioiachin 19º re di Giuda. Regnò su Giuda in Gerusalemme per 3 mesi e 10 giorni. Il re Nabucodonosor II lo deportò a Babilonia e lo sostituì con lo zio Sedecia. Morì a Babilonia.
- 597 a.C.
  - L'esercito babilonese del re Nabucodonosor II conquistò Gerusalemme il 16 marzo 597. Deportò il re Ioiachin e parte della classe dirigente del regno e nominò re Sedecia.
  - Sedecia 19º re di Giuda. Regnò su Giuda in Gerusalemme per 11 anni. Il re Nabucodonosor attaccò e conquistò Gerusalemme. Sedecia fu arrestato e portato a Babilonia come prigioniero.
- 595 a.C. - In Cina, Battaglia di Bi fra Jin e Chu. Vincerà Chu.
- 594 a.C.
  - Neferibra Psammetico II 316º Faraone - 4º della XXVI Dinastia
  - Solone arconte eponimo ad Atene. Poeta e giurista, elabora una riforma costituzionale che prevedeva l'abolizione della schiavitù per debiti, la riforma timocratica o censitaria e la riforma del sistema attico di pesi e misure, che passò dal sistema eginetico a quello euboico. All'arrivo di Pisistrato sulla scena politica ateniese si ritirò in esilio volontario.
- 593 a.C. - Il faraone Neferibra Psammetico II fece adottare la figlia Ankhnesneferibra dalla Divina Sposa di Amon Nitokris I in qualità di sua erede nel titolo.
- 592 a.C. - In Grecia inizia la prima guerra sacra (finirà nel 582 a.C.)
- 590 a.C.
  - In Grecia Pittaco tiranno a Mitilene fino al 582 a.C.
  - In Grecia Leonte c.590 - 560 a.C. re agiade di Sparta
  - data presunta della nascita di Ciro II di Persia
- 589 a.C. -Khaaibra Apries 317º Faraone - 5º della XXVI Dinastia. Spinse Sedecia, re di Giuda, a ribellarsi a Nabuccodonosor, re di Babilonia, di cui era vassallo. Dopo la distruzione di Gerusalemme, un gruppo di profughi proveniente dalla Palestina venne accolto in Egitto ed insediato ad Elefantina ove ottenne anche il permesso di erigere un tempio.
- 587 a.C.
  - Nonostante il parere contrario dei profeti Geremia e Baruc, che consigliavano realisticamente la sottomissione a Babilonia, Sedecia si ribellò contro Babilonia nel 589, e Nabucodonosor tornò in Giudea e conquistò Gerusalemme nel luglio-agosto del 587. Il tempio fu distrutto e gran parte della classe dirigente e della popolazione esiliata. L'esilio però non fu come quello subito dal regno di Israele sotto il re assiro Sargon II in cui la popolazione fu dispersa in vari luoghi; i Babilonesi deportarono la classe dirigente tutta a Babilonia. Inizia così l'esilio babilonese del popolo di Giuda.
  - Nonostante la riforma costituzionale di Solone disordini sociali ad Atene. Per due anni non fu possibile nominare gli arconti
  - Morte del tiranno di Corinto Periandro, diviene tiranno il nipote Psammetico
- 585 a.C.
  - Astiage ultimo re della Media. Completamente privo dell'ascendente sulle truppe che aveva il padre. Prese in moglie la figlia di Creso, re di Lidia.
  - nasce a Mileto il filosofo Anassimene(585 - 525): Il cosmo è una sostanza eterna; l'archè è l'aria
  - In Cina, Battaglia di Yanling fra Jin e Chu. Vincerà Jin definitivamente.
- 582 a.C. - In Grecia termina la prima guerra sacra: i Tessali riconquistano Delfi ai Focesi, si accresce il potere dell'Anfizionia di Delfi
- 580 a.C. - Sparta invade l'Arcadia, comincia una guerra d'invasione che durerà venti anni e terminerà con la sconfitta di Sparta nella Battaglia dei ceppi del 560 a.C.
- 579 a.C.
  - Servio Tullio 6º re di Roma.
  - In Cina, Dopo un periodo di continue ostilità, Qi, Qin, Jin e Chu finalmente organizzarono una conferenza di disarmo, nella quale tutti gli altri stati vennero relegati al rango di stati-satellite.
- 575 a.C.
  - A Samo nasce Pitagora (575-495 a.C.).
  - Agasicle c.575 - c.550 a.C. re europontide di Sparta
- 572 a.C. - Falaride tiranno di Agrigento fino al 556 a.C.
- 570 a.C.
  - Henemibra Amasis 318º Faraone - 6º della XXVI Dinastia. Henemibra giunse al trono in seguito alla sua acclamazione come re da parte delle truppe, soprattutto di origine libica, che si erano ammutinate dopo essere state inviate contro la città greca di Cirene.
  - nasce a Colofone il filosofo Senofane(570 - 470). Gli uomini hanno creato gli dei, ma dio è eterno. La conoscenza è solo probabile, la verità assoluta non è conoscibile
- 565 a.C. - Nascita del Buddha (Siddhārtha Gautama) in India (M. 485 a.C.)
- 561 a.C.
  - Amil-Marduk 3º re della X dinastia di Babilonia
  - Pisistrato arconte polemarco ad Atene si proclama tiranno assumendo il potere assoluto. Sarà però destituito ed inviato in esilio l'anno seguente.
- 560 a.C.
  - Battaglia dei Ceppi fra Arcadi e Spartani al comando dei re Leonte e Agasicle (sconfitta Spartana).[12] Morte del re Leonte. Anassandrita II c.560 - c.520 a.C. re agiade di Sparta
- 559 a.C.
  - Ciro II il grande re di Anshan riuscì subito a unire le tribù persiane sotto l'egemonia della propria.
  - Neriglissar 4º re della X dinastia di Babilonia
- 556 a.C.
  - Labashi-Marduk 5º re della X dinastia di Babilonia
  - Pisistrato ad Atene tenta di nuovo di conquistare il potere assoluto ma sarà di nuovo esiliato l'anno successivo.
  - a Sparta viene eletto eforo Chilone[13] darà un forte impulso alla espansione della lega del Peloponneso, che gli antichi chiamavano Sparta ed i suoi alleati, contribuendo ad isolare politicamente e militarmente Argo e preparando così le future vittorie contro questa città.
- 555 a.C. - Nabonedo 6º re della X dinastia di Babilonia
- 553 a.C. - Il re persiano Ciro II, alleatosi con il re babilonese Nabonedo, si ribellò al dominio dei Medi del re Astiage (suo nonno). Ammutinamenti e diserzioni falcidiavano l'esercito del re medo, quindi Astiage decise di mettersi egli stesso alla guida dei suoi soldati; conquistò Anshan e la vittoria sembrava vicina quando le sue truppe si ribellarono e lo consegnarono nelle mani di Ciro.

### 550 a.C. - 501 a.C.
- 550 a.C.
  - Nasce a Mileto lo storico, cartografo e logografo (compilatore di genealogie) Ecateo (550-489 a.C.).
  - Aristone c.550 - c.515 a.C. re euripontide di Sparta
- 549 a.C.
  - Il re persiano Ciro II conquista Ecbatana capitale della Media. Medi e persiani si fonderanno in un unico popolo.
  - Pisistrato, discendente da Solone per parte di madre, riesce infine a diventare tiranno di Atene e tale resterà fino alla morte (528 a.C.)
- 547 a.C. - Il re persiano Ciro II conquista la Lidia, che divenne una satrapia dell'impero persiano
- 546 a.C.
  - Le colonie greche della Ionia, sono incorporate all'impero achemenide. Le guerre persiane furono la conseguenza del supporto dato da Atene ed Eretria alla ribellione delle città ionie e carie.
  - In Grecia, Battaglia dei campioni fra Sparta ed Argo. Vittoria Spartana
- 545 a.C. - In Cina, tregua fra Qin, Jin, Qi da un lato e Chu dall'altro, che diventeranno le sole potenze della regione, relegando a vassalle le altre.
- 540 a.C.
  - Nasce Gelone (540-478 a.C.), sarà tiranno prima di Gela e poi di Siracusa, fonderà il più esteso regno territoriale della Magna Grecia.
  - I coloni Focesi (dediti alla pirateria) sconfiggono Cartaginesi ed Etruschi nella Battaglia di Alalia nel tratto di mare di fronte alla colonia focese di Alalia in Corsica, ma perdono gran parte della flotta. Dovranno comunque fuggire in Magna Grecia dove fonderanno la colonia di Elea
- 539 a.C.L'impero achemenide all'epoca di Ciro II.

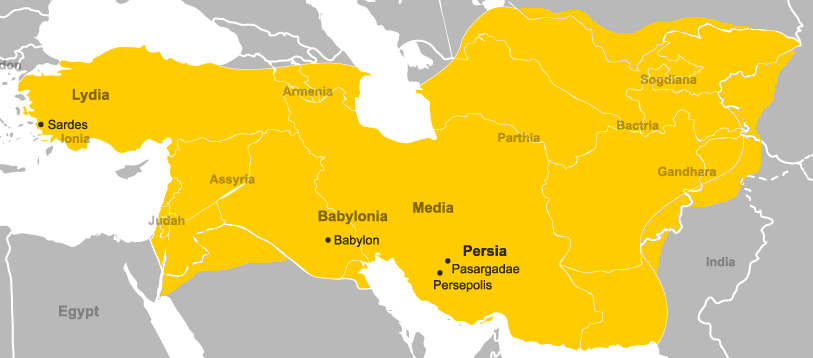
L'impero achemenide all'epoca di Ciro II.

  - Il re persiano Ciro II re di Babilonia. Babilonia fu conquistata da Ciro senza quasi spargimento di sangue. I Babilonesi lo accolsero come un liberatore dalla tirannia di Nabonedo considerato re eretico. Babilonia entra a far parte dell'Impero Persiano
  - nasce a Efeso il filosofo Eraclito (540 - 480). Il fondamento del mondo è il fuoco perennemente mutabile. Il Logos è l'Uno, che permane nelle mutazioni del divenire (Panta rei). Il conflitto è il padre di tutto (pater polemos): dialettica

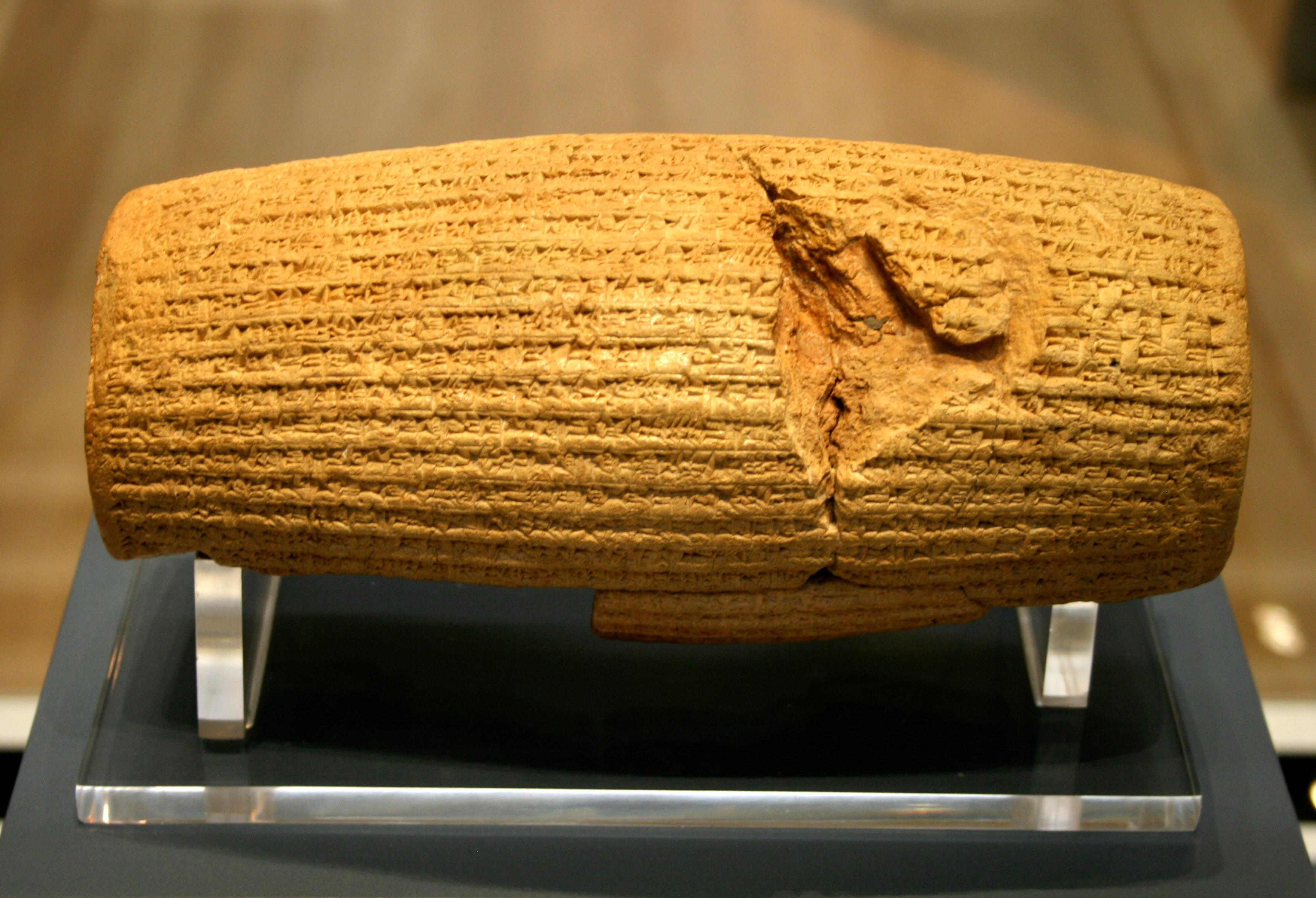
Cilindro di Ciro: Il reperto è in terracotta incisa con scrittura cuneiforme in lingua accadica (VI secolo a.C.)

- 538 a.C. Cilindro di Ciro: Il reperto è in terracotta incisa con scrittura cuneiforme in lingua accadica (VI secolo a.C.)- Fine della cattività in Babilonia del popolo Ebreo. Il re persiano Ciro II. Emise anche un editto (Cilindro di Ciro) che consentiva agli ebrei di fare ritorno alla loro patria e di porre fine alla cattività babilonese. Il ritorno degli esiliati avvenne sotto la guida di Sesbassar (Libro di Esdra 1, 8[14]), nome aramaico di Zorobabele.
- 537 a.C. - In Grecia, Policrate tiranno di Samo fino al 522 a.C.
- 535 a.C.
  - Tarquinio il Superbo 7º re di Roma. Verrà detronizzato nel 510 a.C., anno della nascita della Repubblica romana.
  - Esuli focesi fondano la colonia di Elea, presso Napoli. Sarà la sede di una famosa scuola filosofica guidata da Parmenide.
- 530 a.C.
  - In Grecia, nasce Aristide (530 a.C. - 462 a.C.) detto il giusto, uomo politico e stratega ateniese, sarà il fondatore della Lega delio-attica.
  - Viaggio di Pitagora a Crotone.
- 529 a.C. Il re persiano Ciro II muore combattendo contro gli sciti massageti guidati dalla regina Tomiri[15] e fu sepolto nella sua ormai celebre tomba a Pasargade (non lontano da Persepoli); il suo successore fu il figlio Cambise II.
- 528 a.C.
  - Alla morte del padre Pisistrato, Ippia diviene tiranno di Atene assieme al fratello Ipparco.
  - Cambise II prima di partire per la spedizione contro l'Egitto, fece uccidere di nascosto il fratello Bardiya (meglio conosciuto con il nome greco di Smerdi), temendo che potesse usurpare il regno durante la sua assenza. Il generale Oreto è nominato satrapo della Lidia. La spedizione in Egitto fu voluta da Cambise sia perché voleva emulare le gesta del padre, sia perché l'Egitto, con un accordo diplomatico con i tiranni greci di Samo ed Alicarnasso aveva conquistato l'isola di Cipro e tentava così di contrapporsi allo strapotere della flotta fenicio persiana ed infine anche perché nutriva una forte avversione per l'Egitto da quando il padre Ciro II aveva sposato la bella principessa egiziana Nitetis che aveva sostituito la madre di Cambise come preferita.[16] Quest'ultimo punto spiegherebbe anche il comportamento sacrilego ed arrogante nei confronti dei sudditi egizi che Cambise assunse una volta divenuto faraone.
- 525 a.C.
  - Ankhkara Psammetico III 319º Faraone - 7º ed ultimo della XXVI Dinastia. Il regno di Ankhkara durò al massimo un anno, e probabilmente meno. Quando Ankhkara salì al trono il destino dell'Egitto era ormai segnato: Cambise II era ormai alle porte del paese che poteva opporre all'esercito persiano solo un piccolo nucleo di mercenari greci e truppe locali. La resistenza fu comunque tenace nella battaglia di Pelusio e poi durante il successivo assedio di Menfi. Cambise, dopo la vittoria, si incoronò re dell'Egitto dando vita a quella che Manetone chiama XXVII dinastia; in pratica per più di un secolo la terra del Nilo non sarà altro che una satrapia del grande impero persiano.
  - Il re persiano Cambise II diviene re dell'Egitto con il nome di Mesutira Kamebet, 320º Faraone - 1º della XXVII Dinastia.
  - Bimbisāra Re di Magadha, si converte al Buddismo (fino al 491 a.C.)
  - nasce Eschilo (in greco Αἰσχύλος; Eleusi, 525 a.C. – Gela, 456 a.C.) è stato un drammaturgo greco antico. Viene unanimemente considerato l'iniziatore della tragedia greca nella sua forma matura ed è il primo dei poeti tragici dell'antica Grecia di cui ci siano pervenute opere per intero.
- 524 a.C. - **Prima battaglia di Cuma fra Greci ed Etruschi, vittoria dei cumani. Aristodemo, generale vittorioso, diviene tiranno di Cuma
- 522 a.C.
  - Il re persiano Cambise II mentre torna in Persia dall'Egitto a causa della ribellione dei sacerdoti Medi (i Magi), muore misteriosamente.
  - Dario I detto il grande re persiano. La famiglia di Dario apparteneva ad un ramo cadetto della dinastia achemenide e quindi egli era strettamente imparentato con Cambise II. Dopo la morte di questi, l'usurpatore Gautama governò indisturbato sull'impero sotto le mentite spoglie di Bardiya (meglio conosciuto come Smerdi) il fratello di Cambise fatto uccidere da questi in segreto alcuni anni prima. Dario, che in quel momento ricopriva il ruolo di ufficiale negli Immortali persiani, la famosa guardia reale persiana, grazie all'appoggio di alcuni commilitoni riuscì ad uccidere l'usurpatore nel settembre del 522. Furono necessari 3 anni per sedare tutti i focolai di rivolta dell'impero, in particolare Egitto e Babilonia.
  - Seheruibra Petubastis III 321º Faraone - 2º della XXVII Dinastia. Assume la titolatura reale dopo essersi ribellato al satrapo Arjadnes, che governava l'Egitto dopo la conquista persiana, approfittando dell'instabilità causata nell'impero dalla comparsa dell'usurpatore Gautama e dalla morte del re Cambise II.
  - Babilonia per un breve periodo recupera la sua indipendenza sotto Nidinta-Bel, ovvero Nebuchadnezzar III.
- 520 a.C.
  - L'agiade Cleomene I diviene diarca di Sparta (il fratellastro Dorieo,[17] non accettando la designazione lasciò Sparta con l'intento di fondare una colonia in occidente), regnerà fino al 490 a.C. ed avrà come co-reggenti gli europontidi Aristone fino al 515 a.C., poi Demarato dal 515 al 491 a.C. e Leotichida dal 491 a.C.
  - Cleomene I fu l'artefice della politica estera spartana, spesso scavalcando il collega euripontide e cercando di limitare l'influenza degli Efori, nel trentennio che vide Sparta accedere al ruolo di grande potenza.[18] Guidò diverse spedizioni contro Argo, in particolare nel 510 a.C. (nella guerra in cui si inserisce l'aneddoto leggendario delle donne combattenti guidate da Telesilla), fino alla sua disastrosa e definitiva sconfitta nella battaglia di Sepeia nel 494 a.C. Nel 510 a.C. Cleomene ebbe un ruolo decisivo nell'abbattere la tirannide ateniese cacciando Ippia dalla città. Successivamente, nello scontro che oppose Isagora a Clistene, appoggiò il primo e quando ciononostante Clistene riuscì a prevalere, cercò di usare le forze della lega peloponnesiaca per abbatterlo, una prima volta a favore di Isagora (nel 506 a.C.) e una seconda volta (nel 504) per restaurare Ippia. Ambedue i tentativi fallirono, nel primo caso per l'opposizione di Corinto a seguire Sparta nell'impresa e la seconda volta per l'opposizione del collega euripontide Demarato. Nel 491 a.C. Cleomene rifiutò con sdegno la richiesta del re persiano di consegnare "terra e acqua" in segno di sottomissione ai propri ambasciatori. Si recò in seguito ad Egina su richiesta degli ateniesi in quanto l'isola, da tempo in guerra con Atene, non aveva esitato ad assoggettarsi ai persiani. Gli Egineti, consigliati dall'altro diarca Demarato, rifiuteranno l'imposizione di un solo re spartano, reclamando l'opinione anche del re europontide. Tornato a Sparta, Cleomene I manipolò l'oracolo di Delfi per ottenere la destituzione del suo scomodo collega Demarato, accusandolo di non essere figlio legittimo del suo predecessore, utilizzando la testimonianza di Leontichide (di un'altra famiglia europondide) che portava rancore verso Demarato[19] Nel 491 a.C. riuscì nell'intento e Demarato fu deposto ed esiliato (morirà in Persia) e Leotichide eletto re europontide in sua successione. Tornato lo stesso anno ad Egina con Leotichide si farà consegnare gli ostaggi richiesti. L'intrigo ordito ai danni di Demarato fu però poi scoperto e Cleomene I fu condannato dagli Efori e dovette fuggire in esilio. Organizzò una rivolta in Arcadia, raccolse un potente esercito e riuscì a ritornare a Sparta ed a riottenere il trono nel 488 a.C., però divenne pazzo (forse lo era da tempo[20] o forse fu solo una calunnia degli Efori per giustificare lo strano suicidio) e morì suicida lo stesso anno 488 a.C., gli succedette Leonida I l'eroe spartano che morirà alle Termopili. Anche Leotichide subì un processo da parte degli Efori ma riuscì a difendersi.
  - Nasce Santippo, politico e generale ateniese, padre di Pericle.
  - Il re persiano Dario I diviene re dell'Egitto con il nome di Stutra 322º Faraone - 3º della XXVII Dinastia.
  - Il re persiano Dario I sconfigge un altro usurpatore pseudo-Smerdi, detto Vahyazdāta.[21] È possibile che questo pseudo-Smerdi sia identificabile con il re Maraphis che compare come successore nella lista dei re persiani fornita da Eschilo.[22]
- 518 a.C.
  - Nasce Pindaro (in greco Πίνδαρος; Cinoscefale, 518 a.C. circa – Argo, 438 a.C. circa). È stato un poeta greco antico, sicuramente tra i maggiori esponenti della lirica corale.
  - Il re persiano Dario I incarica il nobile Bageto di assassinare il satrapo della Lidia Oreto, divenuto troppo potente dopo la conquista dell'isola di Samo (con l'uccisione del tiranno Policrate). Bageto satrapo della Lidia
- 515 a.C.
  - a Gerusalemme termina la costruzione del Secondo Tempio. Il re persiano Dario I istituisce la carica di gran sacerdote
  - nasce ad Elea, presso Napoli il filosofo Parmenide (515 - 445). Pensare ed Essere sono identici. L'essere è immobile ed eterno. Il movimento è illusione
  - Il generale Otane nominato satrapo della Lidia
- 514 a.C.
  - ad Atene assassinio di Ipparco fratello minore di Ippia tiranno di Atene per mano di due aristocratici Armodio e Aristogitone.
  - L'Agiade Dorieo di Sparta, fratellastro del diarca spartano Cleomene I, forse con l'appoggio di quest'ultimo sbarca in Libia e fonda una colonia presso Cirene, ma l'alleanza fra popoli locali e Cartagine porterà alla distruzione della colonia ed al ritorno di Dorieo e compagni a Sparta.
  - nuova rivolta a Babilonia sotto Arakha; in questa occasione, dopo che venne riconquistata dai Persiani, le sue mura vennero in parte distrutte.
  - fallimentare spedizione del re persiano Dario I contro gli Sciti, ribellione delle colonie greche megaresi della Tracia (Bisanzio, Calcedonia e Antandro).
- 513 a.C. - In Persia, Otane viene nominato dal re Dario I satrapo della Tracia, Artaferne (fratellastro del re) diverrà satrapo della Lidia in sua vece. Artaferne, nel 499-98 a.C., riuscirà a difendere la rocca della città dagli ioni ribelli che distrussero Sardi; suo figlio omonimo sarà il generale sconfitto a Maratona da Miziade nel 490.
- 512 a.C. - Massima estensione dell'Impero persiano durante il regno di Dario I
- 510 a.C.
  - L'agiade Dorieo di Sparta fratellastro del diarca spartano Cleomene I, forse con l'appoggio di quest'ultimo tenta una nuova impresa verso la Trinacria e la Magna Grecia. Dopo una sosta in Magna Grecia in cui probabilmente prese parte nella guerra fra Sibari e Crotone. Si diresse in Sicilia per tentare di nuovo di fondare una colonia, ma fu sconfitto da un'alleanza fra i popoli locali di Segesta, Erice ed Entella con Cartagine. Dorieo morì nella battaglia ed il comando fu assunto da un suo luogotenente Eurilione che fonderà o conquisterà Heraclea minoica poi aiuterà i cittadini di Selinunte a scacciare il tiranno Pitagora ed infine morirà per opera degli stessi sibariesi che temevano l'eccessivo potere che Eurilione aveva conquistato.
  - La ricchissima colonia greca di Sibari divenuta democratica scaccia gli oligarchi ma perde la guerra con Crotone e viene distrutta. Il fiume Crati venne deviato per coprirne le rovine.[23] I Sibaresi accuseranno gli spartani e Dorieo di aver aiutato Crotone
  - Ad Atene, con l'aiuto dell'esercito spartano al comando di Cleomene I viene rovesciata la tirannide di Ippia che fuggirà nell'Ellesponto, in un suo possedimento, il Sigeo, dove esercitò il potere in condizione di vassallo del re di Persia. Quando nel 490 a.C. Dario invase la Grecia, Ippia lo seguì e partecipò alla Battaglia di Maratona, con la speranza di ristabilire il vecchio potere perduto. Forse caduto nello scontro, probabilmente non sopravvisse comunque a lungo da quell'evento.
  - Vittoria dell'esercito spartano al comando dei diarchi Cleomenne I e Damarete contro Argo, la città viene salvata dalle donne di Argo armatesi sotto il comando della poetessa Telesilla
  - A Roma cacciata di Tarquinio il Superbo.
- 509 a.C. - Inizio della Repubblica romana
- 508 a.C.
  - Clistene arconte eponimo di Atene dopo la caduta della tirannide, elabora una nuova costituzione.
  - Istieo, tiranno di Mileto, viene richiamato a Susa da Dario I come consigliere. Aristagora diviene tiranno di Mileto.
- 506 a.C.
  - Guerra fra Sparta, alleata ai nobili Ippoboti (allevatori di cavalli) della Calcide, ed Atene. Atene sottomette l'Eubea, Sparta controllerà Beozia e Calcide.
  - Cleomene I, diarca spartano, tenta un intervento militare in Atene a favore di Isagora contro Clistene ma viene fermato dall'opposizione di Corinto.
- 505 a.C.
  - In Magna Grecia, assedio di Ariccia. I Cumani al comando di Aristodemo ed alleati di Ariccia sconfiggono gli Etruschi di Porsenna e Tarquinio il Superbo. Porsenna perde il controllo di territori conquistati, anche Roma torna libera. Tarquinio terminerà i suoi giorni presso la corte di Aristodemo che nominerà suo erede.
  - A Gela diviene tiranno Cleandro (fino al 497 a.C.) figlio di Pantare
- 504 a.C. - Cleomene I, diarca spartano, tenta un intervento militare in Atene questa volta favore dell'ex tiranno Ippia (gli ateniesi venivano dagli spartani accusati di ingratitudine perché si opponevano ad un governo oligarchico filospartano), ma viene fermato dall'opposizione dell'altro diarca Demarato.

La cronologia prosegue in Cronologia della storia antica (500 a.C. - 1 a.C.)

## Cronologie
| Cronologia precedente: Cronologia della storia antica (1500 a.C. - 1001 a.C.) | Cronologia corrente: Cronologia della storia antica (1000 a.C. - 501 a.C.) | Cronologia seguente: Cronologia della storia antica (500 a.C. - 1 a.C.) |